# Astrologie

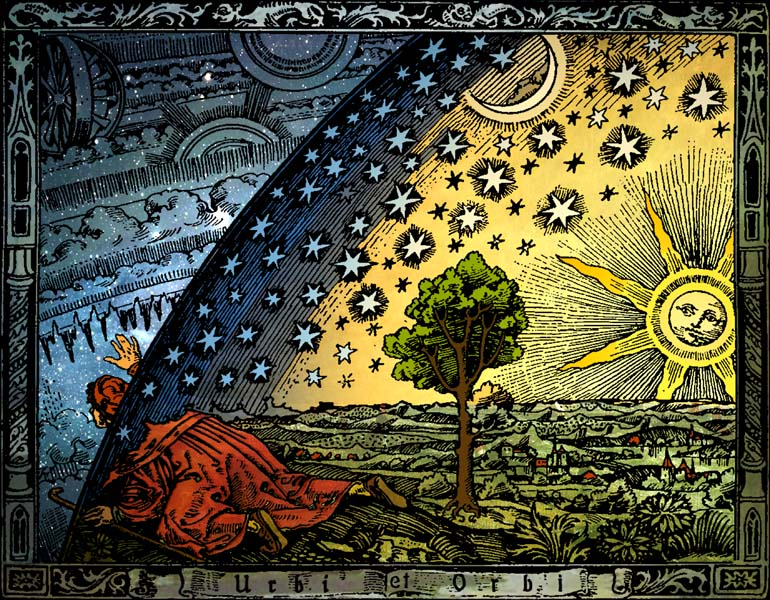
Universum, Camille Flammarion, gravure sur bois, Paris, 1888 (colorisation par Hugo Heikenwaelder, Vienne, 1998).

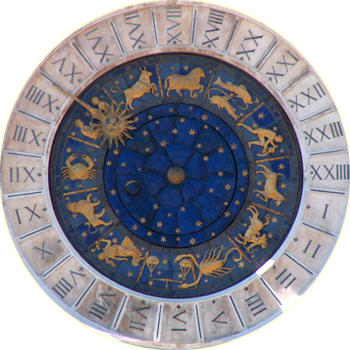
Horloge astrologique (Venise).

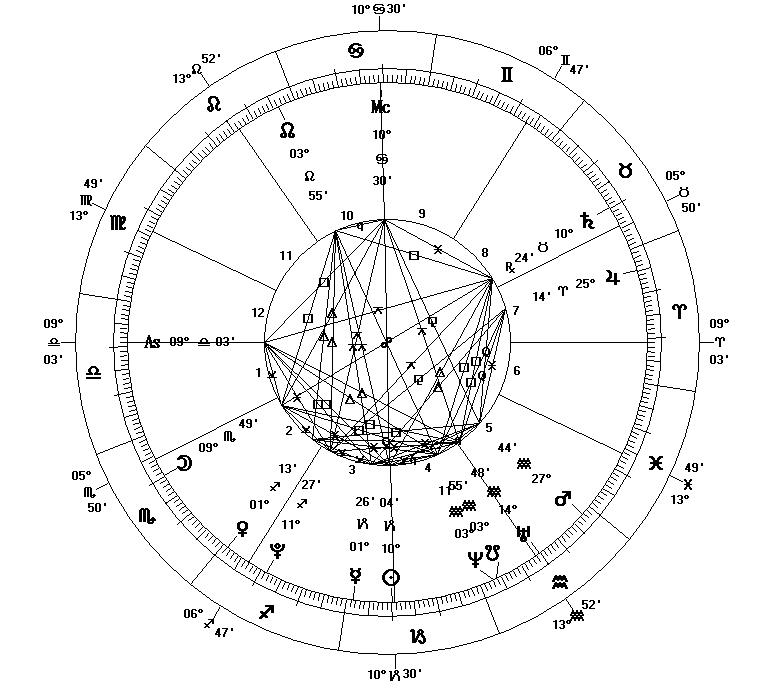
Thème astral du 1er janvier 2000.

Ne doit pas être confondu avec Astronomie.
 (décembre 2020).
Améliorez-le ou discutez des points à vérifier. 
 (juillet 2019).
L'astrologie est un ensemble de croyances et de pratiques fondées sur l'interprétation symbolique des correspondances supposées entre les configurations célestes (la position et le mouvement des planètes du système solaire) et les affaires humaines, collectives ou individuelles.
L'astrologie est considérée comme une pseudoscience,,,, une croyance indûment présentée comme scientifique, ou comme une superstition.
L'astrologie se place, par sa méthode même, en dehors du domaine rationnel ou scientifique. Ses prétendues capacités prédictives ont été réfutées par diverses études scientifiques. Elle constitue toutefois une croyance importante au sein de nombreuses sociétés, se déclinant sous différentes formes.
Sur le plan historique, l'astrologie remonte au moins au IIe millénaire av. J.-C. Son origine serait dans les tentatives de prédiction des changements saisonniers et d'interprétation des cycles célestes comme des signes de communication divine.
De nombreuses cultures ont accordé de l'importance aux événements astronomiques, et certaines — comme les hindous, les Chinois et les Mayas — ont mis au point des systèmes élaborés pour prévoir les événements terrestres à partir des observations célestes.
L'astrologie occidentale, l'un des plus anciens systèmes astrologiques encore en usage, a son origine en Mésopotamie (du XIXe siècle au XVIIe siècle avant notre ère). Elle s'est propagée ensuite au monde hellénistique puis à la Rome antique, au monde arabe et finalement à l'Europe centrale et occidentale.
L'astrologie occidentale contemporaine est le plus souvent associée à des systèmes d'horoscopes qui prétendent expliquer les aspects de la personnalité d'une personne et prédire des événements significatifs dans leur vie future en fonction de la position des objets célestes,,.
Tout au long de son histoire, l'astrologie a appartenu à une tradition savante et était courante dans les milieux universitaires, souvent en relation étroite avec l'astronomie, l'alchimie, la météorologie et la médecine[source insuffisante]. Elle avait une forte influence sur les milieux politiques. Elle est mentionnée dans divers ouvrages littéraires, de Dante Alighieri et Geoffrey Chaucer à William Shakespeare, Lope de Vega, et Calderón de la Barca.
À partir de la fin du XIXe siècle et de l'adoption de la méthode scientifique, l'astrologie a été vigoureusement contestée et critiquée tant sur ses bases théoriques que sur ses bases expérimentales. La preuve fut amenée que l'astrologie n'avait aucune validité scientifique,,,.
Sur le plan sociologique, les croyances associées à l'astrologie sont encore très populaires.
Parallèlement à l'astrologie occidentale, des systèmes différents ont été élaborés en Chine et en Amérique précolombienne mais seules les astrologies d'origines mésopotamienne et chinoise ont perduré jusqu'à nos jours.

## Étymologie

Symboles astrologiques des planètes.

Le mot « astrologie » vient du latin astrologia, lui-même dérivé du grec ancien ἀστρολογία / astrología, composé de ἄστρον / ástron, « astre, étoile », et de λόγος / lógos, « parole, discours ». Étymologiquement, l'astrologie est donc le « discours sur les astres ».

## Astrologie et astronomie
Les astronomes grecs de l'Antiquité faisaient déjà la différence entre astronomie et astrologie. Par exemple, Ptolémée traite d'astronomie et d'astrologie dans deux ouvrages distincts, respectivement l’Almageste et le Tetrabiblos.
L'astrologie se fonde sur des calculs astronomiques afin de déterminer les positions des corps célestes et d'établir les thèmes astraux car elle souhaite utiliser les éphémérides les plus précises possibles.
Avant la diffusion à grande échelle de ces éphémérides (ou des logiciels qui les incluent), l'astrologue devait lui-même, souvent à l'œil nu, déterminer les positions des astres. Il lui fallait donc être astronome avant de prétendre être astrologue.

## Histoire

### Proche-Orient et Europe

#### Origine astronomique

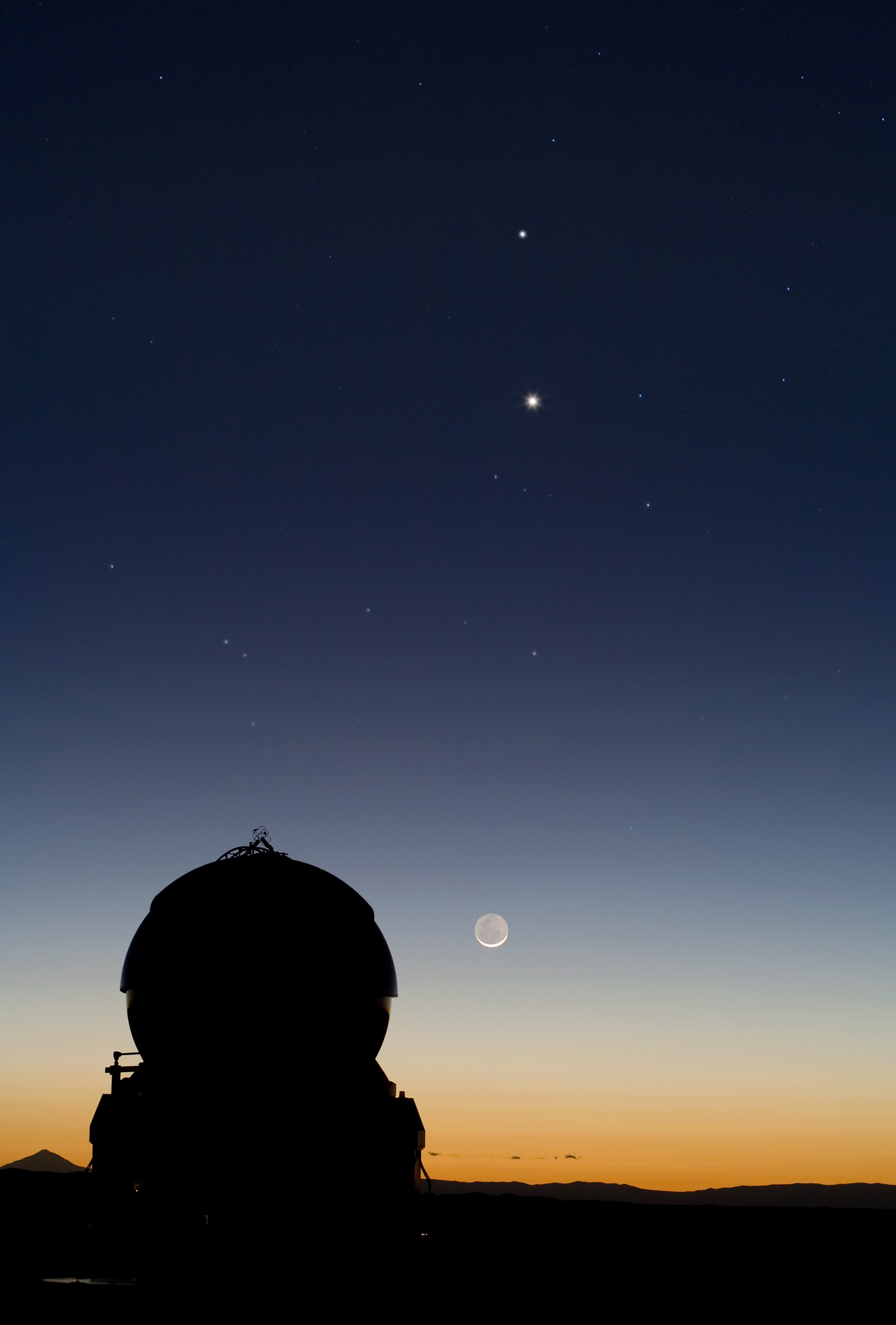
Triple conjonction entre la Lune, Vénus et Mercure.

Son support étant les astres, l'astrologie est l'une des pratiques divinatoires particulièrement répandues dans l'histoire des cultures. On peut ainsi citer l'existence spécifique d'astrologies maya, arabe, égyptienne, chinoise, indienne et occidentale (dont il est principalement question dans cet article)[réf. nécessaire].

#### Mésopotamie
Les premiers écrits connus concernant les astres remontent à 5 000 ans, sous la forme de tablettes d'argile sur lesquelles ont été consignés tous les relevés des mouvements planétaires observés par des prêtres érudits de Mésopotamie.
Ces observations auraient été faites dans un cadre religieux. Le mouvement des astres était perçu comme dépendant de la volonté divine ; les prêtres servaient de traducteurs. Leurs connaissances étaient celles d'initiés, les enseignements des temples étant tenus secrets.
L'astrologie fut longtemps le privilège des seuls souverains. La fonction de prêtre était liée à celle d'astrologue car, dans l'esprit des Babyloniens, des sacrifices ou des rites expiatoires pouvaient concilier les dieux. Le déterminisme astral pouvait, en principe, être « contré », selon eux, par la magie.
Le « fatalisme astral » se développa tardivement, après la conquête de la Babylonie par le roi Perse Cyrus en 539 avant notre ère, ce qui amena la confrontation avec la doctrine de Zarathoustra, qui impliquait un destin individuel et non plus seulement collectif.
La croyance en la prédétermination du caractère et de la destinée ouvrit la voie à l'astrologie individuelle.
Bien que ne s'agissant pas à proprement parler d'« horoscopes » (du grec horoskopos « qui regarde l'heure) » car il n'y est pas encore question du degré du zodiaque qui se lève à l'horizon (physique), les plus anciens « horoscopes » connus proviennent de Babylone et datent de 410 avant notre ère.
L'historien W. E. Peuckert parle d'une première division du zodiaque en onze secteurs opérée par les Sumériens qui serait devenue une division en douze secteurs du fait des Babyloniens.

#### Grèce antique
Une citation largement attribuée à Hippocrate (460-377) dit que nul ne peut exercer l'art médical sans connaitre l'astrologie, mais sans jamais être confirmée par une source fiable.
Platon (428/427-348/347) tient les astres pour « vivants divins et éternels » et les considère comme des « dieux visibles » (Timée, 39e-40d).

#### Monde hellénistique
De Chaldée, l'astrologie se répand après les conquêtes d'Alexandre le Grand (356-323) pendant l'époque hellénistique. Elle se diffusera en Grèce, en Égypte ptolémaïque et en Inde.
Dans son Histoire de l'astrologie, Wilhelm Knappich a écrit : « Sous l'influence des philosophes et des mathématiciens grecs, la divination babylonienne qui avait jusque-là un caractère général devint l'astrologie individuelle hellénistique, création étrange se situant entre la religion astrale et la science, entre la spéculation métaphysique et l'expérience objective. Elle est parvenue jusqu'à nous avec ses contradictions et ses énigmes. »
Hipparque (v.190-v.120) découvre la valeur de la précession des équinoxes. Le phénomène lui-même était déjà connu des Babyloniens.

#### Rome antique

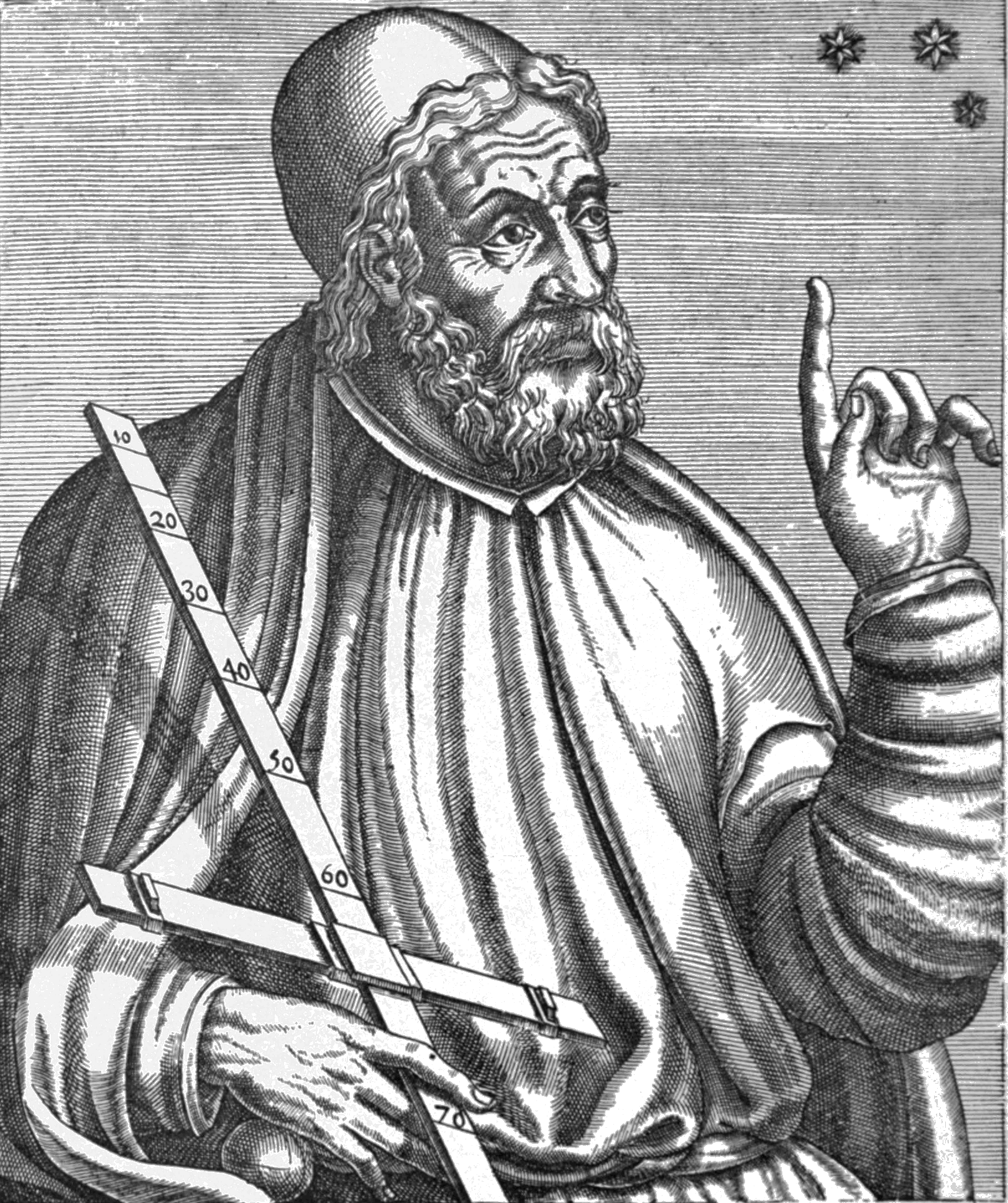
Claude Ptolémée, gravure.

Du Monde hellénistique, l'astrologie passe au Monde romain.
En Égypte romaine, en 140, l'alexandrin Claude Ptolémée écrit la première synthèse magistrale de l'astrologie occidentale, le Tetrabiblos. Il pose les principes de l'astrologie occidentale.
Ptolémée laïcise l'astrologie hellénistique, ne faisant pas référence aux dieux grecs dans son exposé, ce qui permet sa large diffusion dans les mondes arabe et chrétien du Moyen Âge.
Compilateur plutôt que praticien, Ptolémée cherche à bâtir un modèle rationnel d'astrologie basé sur la doctrine aristotélicienne (causaliste). Il écarte les éléments qui le gênent comme les maisons astrologiques qui ont une faible importance dans le Tetrabiblos
Successeur d'Hipparque, Ptolémée remplace le zodiaque sidéral, qui prend pour point de repère une étoile fixe (le zodiaque est structuré autour des quatre étoiles dites royales : Antarès, Aldébaran, Régulus et Fomalhaut) par le zodiaque tropical commençant au point vernal. D'autres l'ont précédé dans cette démarche mais c'est Ptolémée, le « Prince des astrologues », qui influence toute l'astrologie occidentale.
Vettius Valens (120-175), jugé plus représentatif des pratiques horoscopiques de l'époque, accorde une grande place aux maisons dans son œuvre.
En Grèce, Claude Galien (129-201) fait de l'astrologie l'un des fondements de la médecine, associée à la théorie des quatre éléments, préexistante.

#### Moyen Âge
Le concile de Laodicée (363-364) interdit formellement l’astrologie. En 400, comme toutes les pratiques divinatoires, l'astrologie est mise au ban de la société par l'Église lors du premier concile de Tolède : « si quelqu'un croit devoir ajouter foi à l'astrologie ou à la divination, qu'il soit anathème ».
Thomas d'Aquin écrit dans sa Somme théologique : « Échappent ensuite à la causalité des corps célestes les actes du libre arbitre, faculté de la volonté et de la raison. L'intellect en effet, ou la raison, n'est pas un corps, ni l'acte d'un organe corporel. La volonté, qui est la tendance correspondant à la raison, ne l'est donc pas davantage. Or, aucun corps ne peut impressionner une réalité incorporelle. Il est donc impossible que les corps célestes fassent directement impression sur l'intelligence et la volonté, car ce serait admettre que l'intelligence ne diffère pas du sens : ce qu'Aristote attribue à ceux qui soutenaient que la volonté des hommes est modifiée par le père des hommes et des dieux, c'est-à-dire le soleil ou le ciel. Les corps célestes ne peuvent donc être directement causes des opérations du libre arbitre. »
Par ailleurs, il précise dans une lettre à Réginald de Piperno : « Loin de nous laisser impressionner par le déterminisme et par la fatalité que propagent les astrologues (même sans le vouloir), libérons-nous, et diminuons les astres. Qu'ils nous éclairent et nous aident, mais sans toucher notre pleine responsabilité et liberté. »[source insuffisante].
Au XIVe siècle, plusieurs monarques européens s'y intéressent :
- le roi de France Charles V (1338-1380) qui fonde à Paris un collège d'astrologues[réf. nécessaire]. Voir ses rapports avec le « physicien » Gervais Chrétien[35].

Aux XVe et XVIe siècles, en Roumanie, le monastère orthodoxe Voroneţ construit en 1488 possède une fresque de style byzantin représentant le Jugement dernier.
On y voit : à gauche, le Paradis avec les saints et l'Arbre de la Vie ; à droite, les enfers avec des démons et le feu qui descend dans les abysses.
 En haut, l'image du Christ est entourée, à droite et à gauche, par les signes du zodiaque (voir ci-dessous).

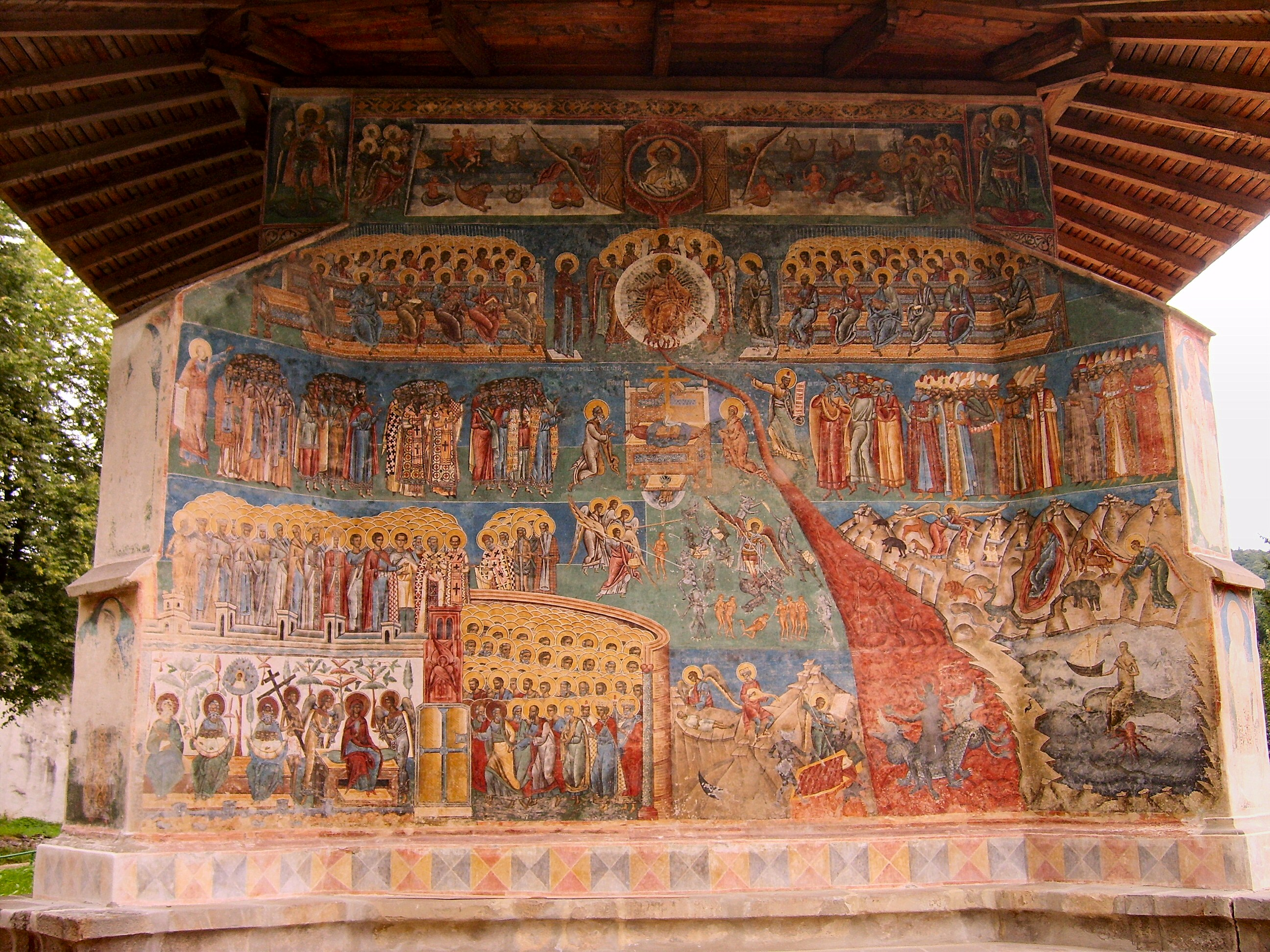
Le Jugement dernier, fresque du monastère Voroneţ en Roumanie. En haut, l'image du Christ est entourée, à droite et à gauche, par les signes du zodiaque.
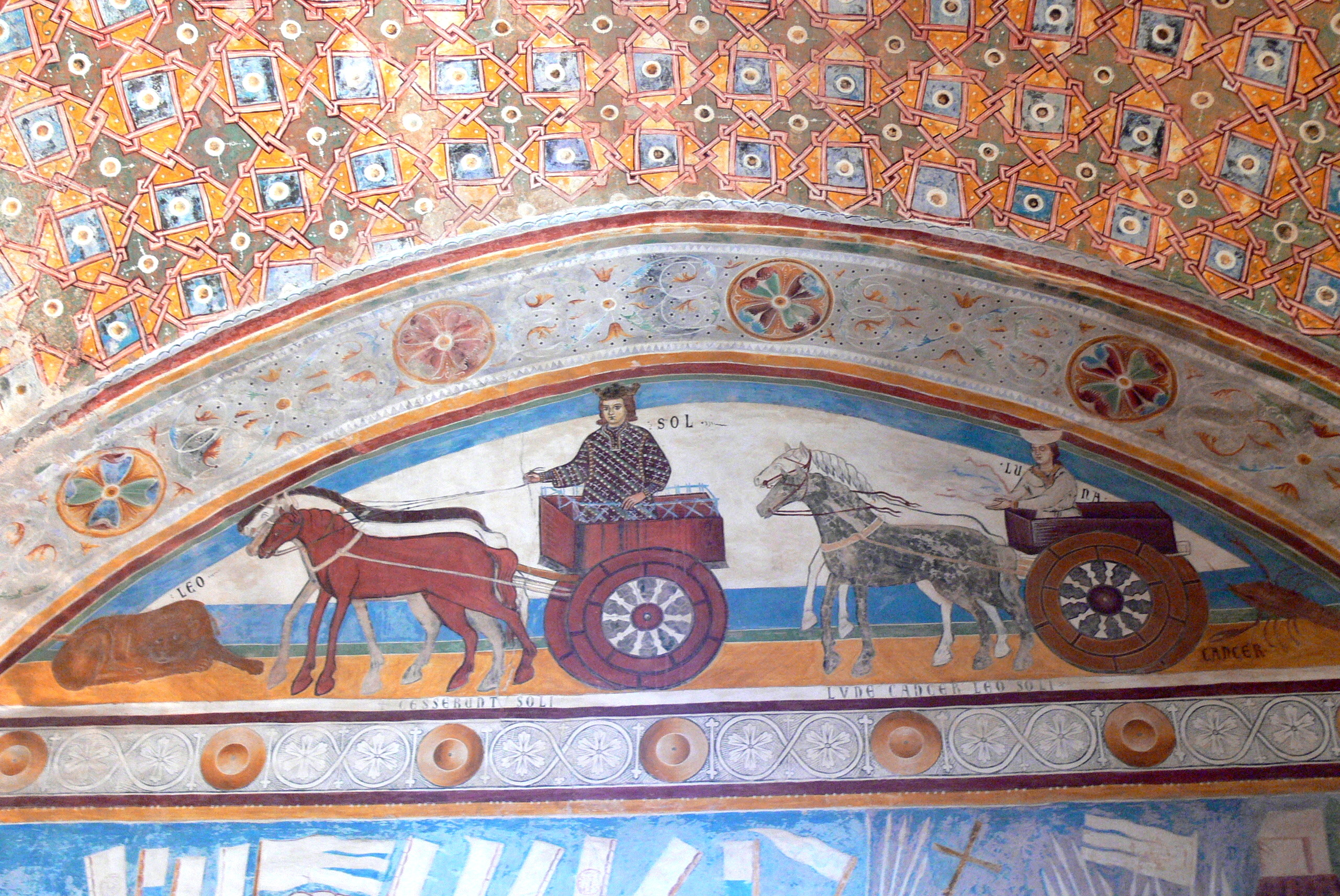
Le Soleil régit le Lion, la Lune le Cancer. Château Rocca Borromeo di Angera (Province de Varèse). Salle de la Justice. Fresque illustrant l'Été.
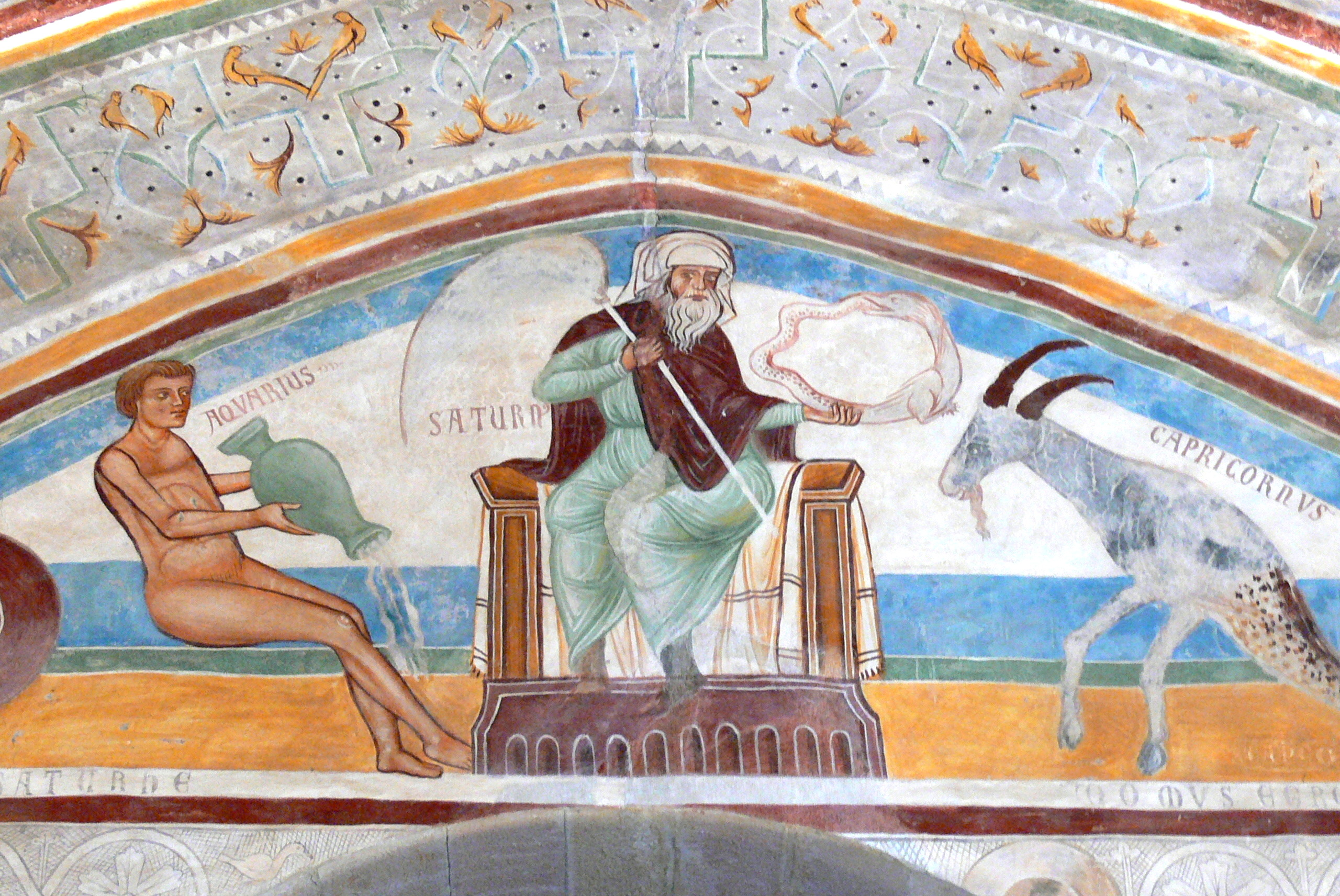
Saturne régit le Capricorne et le Verseau. Château Rocca Borromeo di Angera (Province de Varèse). Salle de la Justice. Fresque illustrant l'Hiver.

#### Renaissance
Au XVIe siècle, Catherine de Médicis fait élever, dans son hôtel (Hôtel de Soissons), une colonne qui aurait pu servir à consulter les astres.
Elle rencontra le célèbre Nostradamus et eut plusieurs astrologues personnels, dont le nommé Côme Ruggieri.
Le judaïsme pour sa part, en dépit de mises en garde dans le Talmud à propos du Mazal – terme qui désigne les constellations – fait largement appel, au Moyen Âge, à l'astrologie pour ses commentaires de la Bible, notamment chez Abraham ibn Ezra, par ailleurs auteur de traités d'astrologie qui seront traduits en ancien français et en latin.
L'invention de l'imprimerie (vers 1450) permit la diffusion d'éphémérides et d'almanachs. Les éphémérides imprimées favorisèrent la précision de plusieurs techniques prévisionnelles, au rang desquelles on compte les progressions et révolutions solaires.

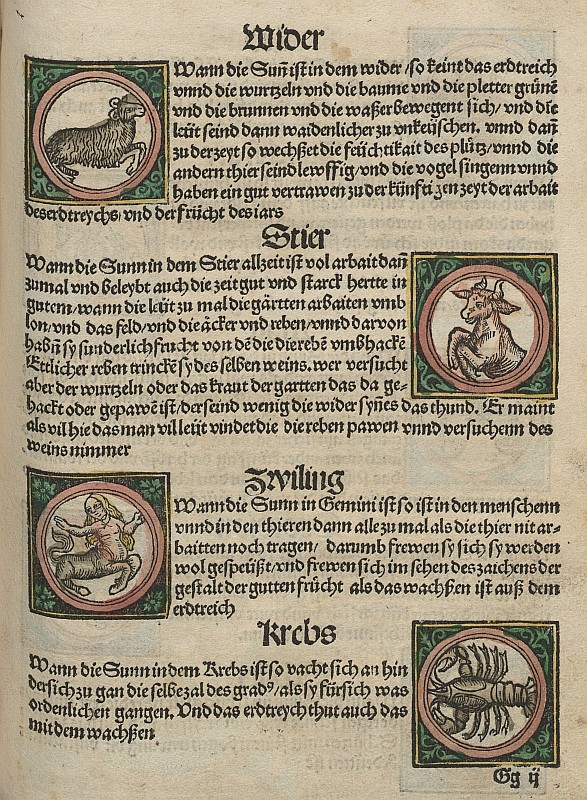
Signes du zodiaque. Gravure sur bois de Johannes Regiomontanus (1512).
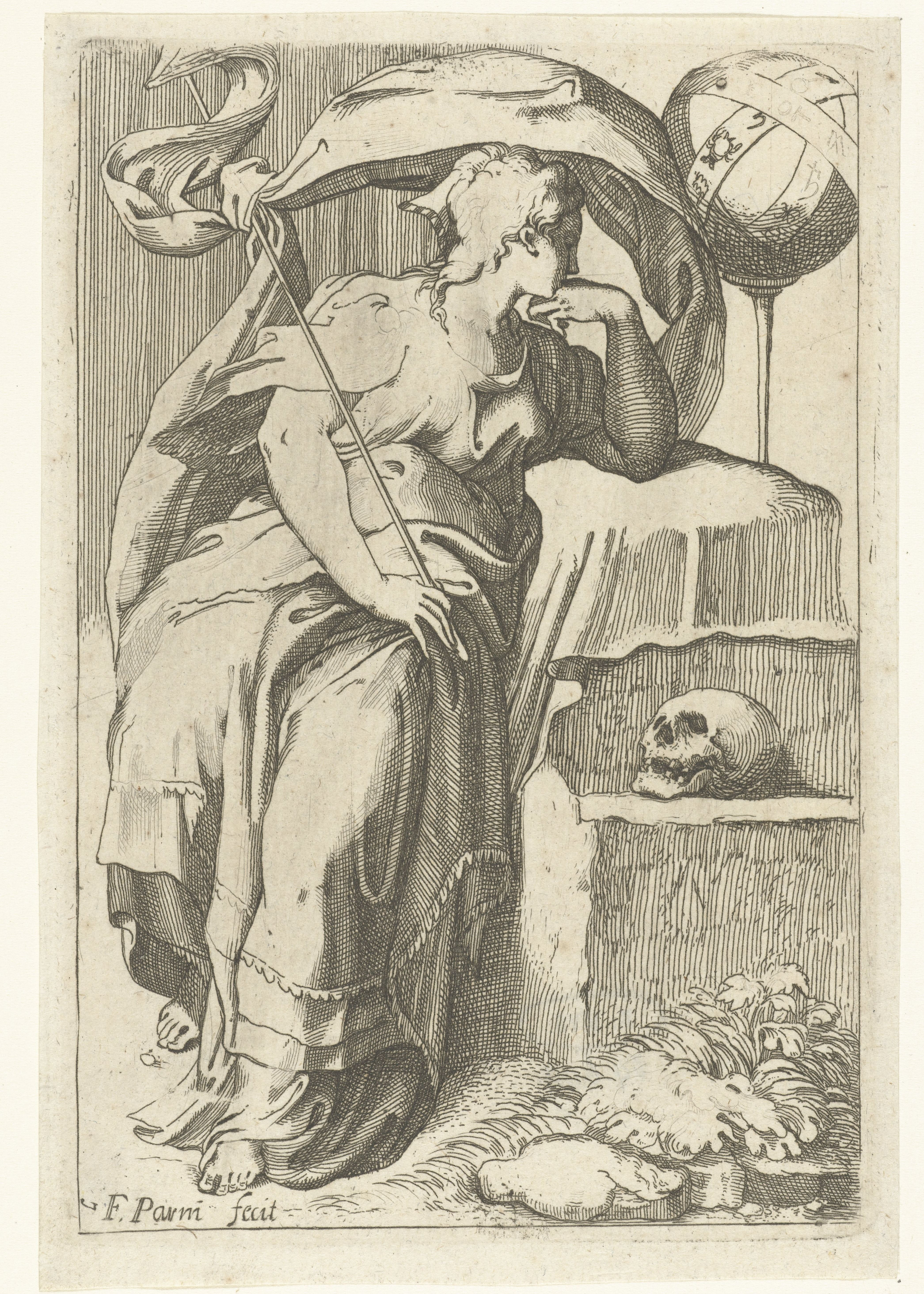
L'Astrologie. Gravure sur bois du XVIe siècle.

##### Astrologie et alchimie
Voir Thierry Miguet.

#### Héliocentrisme et remise en question de l'astrologie
À la Renaissance, la découverte de l'héliocentrisme du Système solaire vient mettre à mal, selon certains, l'anthropocentrisme de l'astrologie : Pic de la Mirandole (dont les arguments seront repris par le religieux Jérôme Savonarole (1452-1498) l'a condamnée. Des astronomes, comme Galilée, Kepler, Tycho Brahe et Cassini (premier directeur de l'Observatoire de Paris), ont eu des positions plus nuancées.
Galilée (1564-1642)
Galilée ne doutait aucunement de la valeur de l'astrologie, bien au contraire : cela lui valut ses premiers ennuis avec l'Inquisition[source insuffisante].

Depuis le Moyen Âge, et Thomas d'Aquin en particulier, il s'exerçait une lutte d'influence au sujet des événements célestes : Roger Bacon, « père de l'empirisme moderne », en aurait été une des premières victimes, puisqu'il aurait été emprisonné pour avoir osé affirmer que la naissance de Jésus de Nazareth était sous l'influence d'une grande conjonction (conjonction Jupiter-Saturne). 
Le clergé surveillait ces astrologues qui, au cours de leurs prédictions, tendraient à franchir la limite qui sépare l'astrologie et la théologie, et remplaceraient la grâce de Dieu par le déterminisme des astres. Galilée, dont on a conservé notamment le thème et celui d'une de ses filles, voyait les planètes comme d'importants facteurs causaux dans le développement de la personnalité, sans toutefois être aussi déterministe que ses accusateurs le prétendaient. En effet, en 1604, un de ses domestiques, Signor Silverstro, l'aurait dénoncé aux autorités entre autres pour avoir professé une doctrine du fatalisme astral, pour (haver ragionato che le stelle, i pianeti at gl'influssi celestine necessitino. « avoir raisonné que les étoiles, les planètes et les influences célestes déterminaient (les événements) », accusation de la plus grande gravité pour l'Inquisition[source insuffisante].
Loin de se rétracter lors de la publication du texte fondateur de l'astronomie moderne, le Sidereus nuncius, où il décrit le comportement des corps gravitant autour de Jupiter, il récidive, en appelant, comme il le fera lors de sa confrontation avec Bellarmin, à l'observation plutôt qu'à la théorie, à la persuasion des non-scientifiques plutôt qu'aux argumentations avec les tenants des dogmes établis.
« Alors, qui ne sait pas que la clémence, la bonté du cœur, la douceur des mœurs, la splendeur de sang royal, la noblesse dans les fonctions publiques, une vaste étendue d'influence et de pouvoir sur les autres, qui ont tous fixé leur demeure commune et siègent en votre Altesse — qui, dis-je, ne sait pas que ces qualités, en fonction de la providence de Dieu, de qui toutes les bonnes choses viennent, émanent de l'étoile la plus bénigne, de Jupiter ? », une émanation relayée par l'ascendant de son Altesse :
« Jupiter, Jupiter, dis-je, au moment de la naissance de Votre Altesse avait déjà passé la lenteur des vapeurs ternes de l'horizon et occupait le Milieu du Ciel, à partir de quoi il éclairait l'angle de l'Est… » (angle de l'Est qui était régi par Jupiter puisque le monarque avait le Sagittaire à l'ascendant, comme le souligne Galilée.
Dès lors, il peut paraître étonnant que Galilée, tout comme Kepler, aient entretenu des doutes sur la place véritable de l'astrologie au sein de la science. Tandis que Kepler voyait dans la bonne astrologie une indication de tendances générales, et surtout une branche fondamentale de la philosophie, Galilée exprimait son étonnement devant le déterminisme astral absolu d'un Morin de Villefranche, mathématicien à Paris :
« Je suis étonné que Morin tienne en une estime extrêmement élevée l'astrologie judiciaire [l'astrologie prédictive] et sa conviction que ses conjectures (qui me semblent incertaines, sinon très incertaines) puissent établir la certitude de l'astrologie, et ce serait vraiment une chose merveilleuse si — comme il le promet — il pouvait, rusé comme il est, placer l'astrologie à la plus haute position des sciences de l'homme, et je vais attendre avec beaucoup de curiosité de voir cette innovation merveilleuse. »
Johannes Kepler (1571-1630)
Dans la préface de ses Tables rudolphines, Kepler fait observer que « l'astrologie, toute folle qu'elle est, est la fille d'une mère sage, et que la fille folle est indispensable pour soutenir et faire vivre sa mère ».
Ce commentaire sera interprété par Voltaire, dans son Traité sur la tolérance (1767), de manière restrictive : « La superstition est à la religion ce que l’astrologie est à l’astronomie, la fille très folle d’une mère très sage ».
La citation de Kepler a été souvent déformée, pour soutenir la thèse que les grands esprits de la Renaissance, comme Galilée, Cassini ou Kepler, n'étaient astrologues que par contrainte, pour avoir les moyens de s'adonner à la véritable science :
« Souvent les travaux astrologiques de Kepler et Tycho Brahe sont invoqués par les défenseurs de cette pseudo-science. Kepler est pourtant très clair sur sa valeur et justifie sans ambiguïté la pratique des prédictions en disant que la vénale astrologie permettrait à l'astronomie de vivre. »
— Éric Lindemann (1999) L'Astronomie mécanique : une introduction par l'histoire de l'astronomie
Elle ne visait pourtant que l'astrologie populaire, tant décriée pour ses excès et superstitions : « La philosophie, et par conséquent l'astrologie authentique, témoigne de l'œuvre de Dieu et est donc sacrée. Ce n'est en aucune manière une chose frivole. Pour ma part, je ne souhaite pas la déshonorer. » Dans le titre d'un manifeste adressé aux intellectuels de son temps, Kepler leur demande d'écouter, dans cette controverse sur l'astrologie, une troisième voix, d'où son titre abrégé, Tertius Interviens (Warnung an etliche Gegner der astrologie das Kind nicht mit dem Bade auszuschütten — « avertissement aux adversaires de l'astrologie afin qu'ils ne jettent pas le bébé avec l'eau du bain »). La première (celle des médecins, philosophes et théologiens) ordonne d'abandonner l'astrologie, qui ne serait qu'une superstition — la « fille folle de l'astronomie ». La seconde, celle des astrologues populaires, voudrait la conserver, avec toutes ses superstitions.
« J'ai souvent exprimé combien il était mal avisé de rejeter une chose complètement à cause de ses imperfections; par ce procédé, même la science médicale n'aurait été épargnée (…) Un nombre modeste de prédictions d'événements (de nature générales) effectuées au moyen de la prédiction des mouvements célestes sont bien fondées dans notre expérience »
— Johannes Kepler, Tertius Interviens, 1610. Extraits traduits dans Kepler's Astrology (Excerpts selected and translated) Dr Kenneth G. Negus En ligne.
Isaac Newton (1642-1727)
Newton étudie l'astrologie « pour voir ce qu'il y a de vrai ». Pour des raisons religieuses, il s'opposait à l'astrologie judiciaire, mais ne contestait pas pour autant un lien astrologique entre les astres et les affaires humaines.
Dans sa Chronology of Ancient Kingdoms, Amended (Chronologie des anciens royaumes, amendée), il décrit comment l'astrologie serait née de sa mère, l'astronomie : « After the study of astronomy was set on foot for use of navigation […] and Nechepsos (sic) or Nicepsos (sic) King of Sais, by the assistance of Petosiris a Priest of Egypt, invented Astrology, grounding it upon the aspects of the Planets, and the qualities of the men and women to whom they were dedicated […] ».

#### Époque moderne

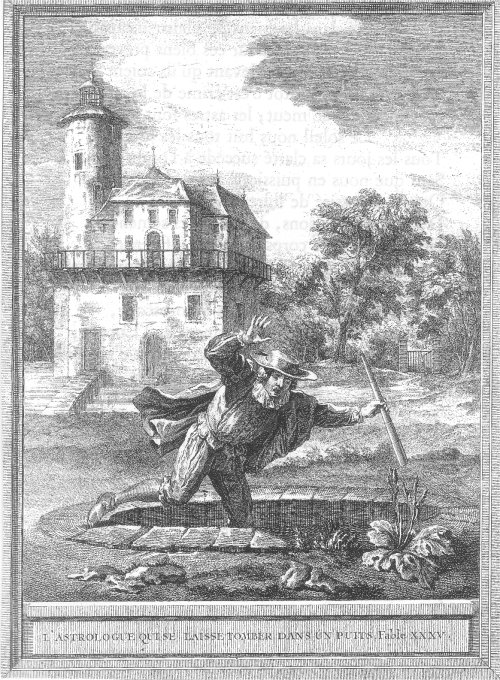
L'Astrologue qui se laisse tomber dans un puits, Jean de La Fontaine, Livre II, Fable 13.

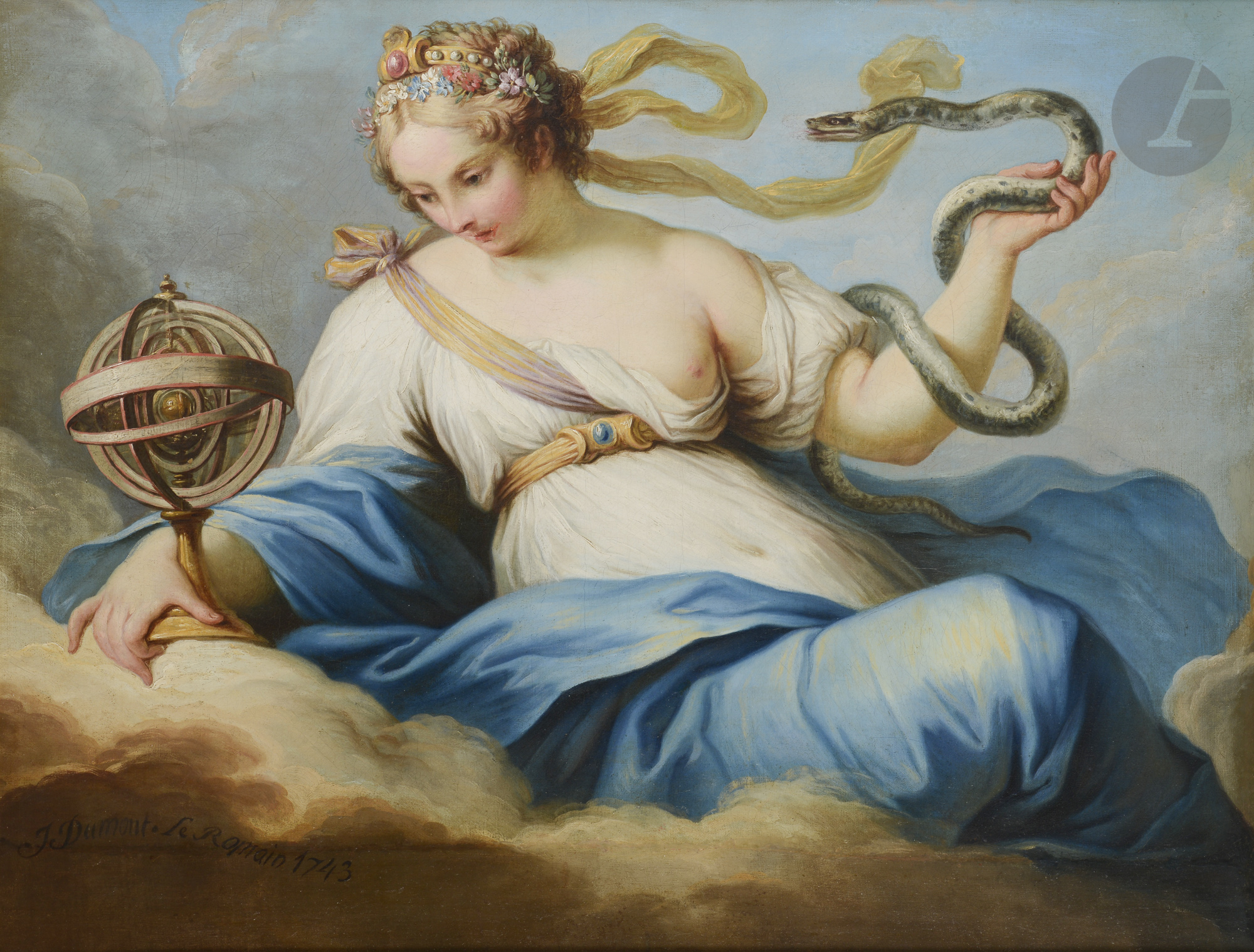
Jacques Dumont, Allégorie de l’astrologie, 1743.

En France, lors de la création en 1666 de l'Académie des Sciences, et sous la pression des jésuites, Colbert « exclura l'astrologie des disciplines officiellement reconnues ».
La même année, le poste d'astrologue royal est supprimé.
Jean de La Fontaine s'inspire d'une fable d'Ésope pour sa fable L'Astrologue qui se laisse tomber dans un puits (Livre II, Fable 13).
L'astrologie est considérée par les penseurs des Lumières comme l'exemple archétypal de la superstition, de la croyance dans des forces occultes et supérieures. Pour eux, combattre l'astrologie semble relever d'un engagement politique en faveur de la laïcité et du rationalisme et du combat contre l'obscurantisme.
- « La superstition est à la religion ce que l'astrologie est à l'astronomie, la fille très folle d'une mère très sage. » (Voltaire).
- « Aujourd'hui, le nom d'astrologue est devenu si ridicule qu'à peine le bas peuple ajoute-t-il quelque foi aux prédictions des almanachs. » (Encyclopédie de Diderot, article sur l'astrologie)[56][source insuffisante].

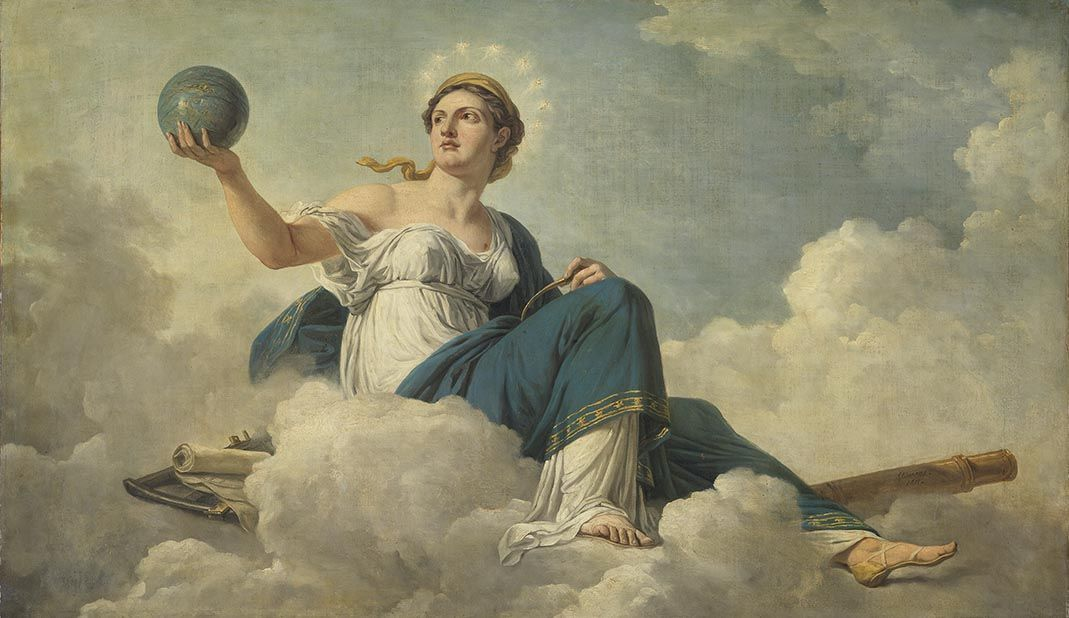
L'Astrologie par François-André Vincent (1811). Collection de peintures de l'État de Bavière.

- En France, l'astrologie se cantonne désormais à des milieux ésotérico-clandestins (spiritisme, kabbale, théosophie, etc.)[57].
- En Grande-Bretagne, son statut évolue avec le théosophe Alan Leo (1860-1917) qui en fait plus un outil d'analyse caractérologique qu'un moyen de prédiction. Il soutient que Le caractère fait le destin[58].

À partir de 1920, l'astrologie se popularise à nouveau.
Dans les années 1960, l'astrologie trouve sa place dans le mouvement New Age.
Par ailleurs, à la suite de la naissance de la mécanique quantique développée au début du XXe siècle, les astrologues, qui se targuent de science, revendiquent la remise en cause du principe de séparabilité. En effet, alors que selon la science classique, l'observateur est distinct de la chose observée, l'astrologie considère que l'homme est dans l'Infini et que l'Infini est extérieur à l'homme, mais aussi que l'Infini est en l'homme, ce qui fonde une logique astrologique bien distincte de la Logique d'Aristote.

### Astrologie arabe

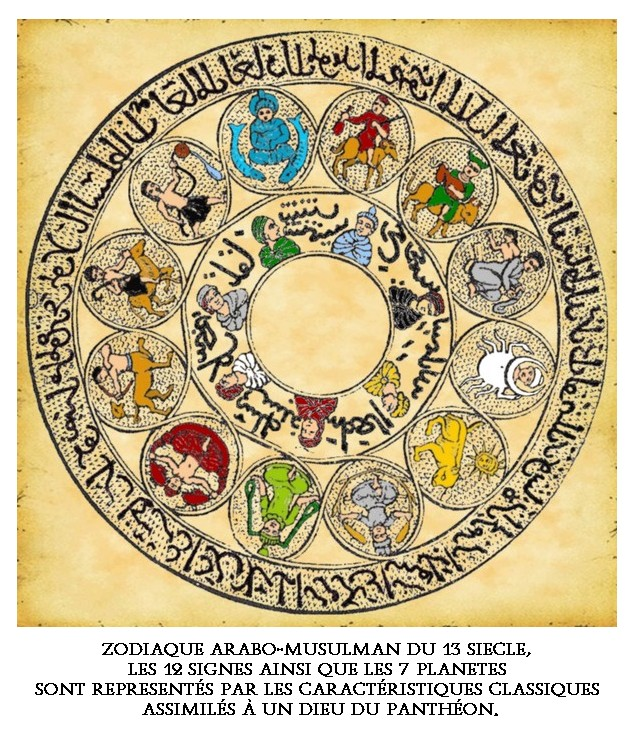
Zodiaque arabo-musulman.

En 529, l'empereur Justinien fait fermer les écoles de philosophie d'Athènes. Les érudits de l'époque, les maîtres du néo-platonisme, se réfugièrent à Gundishapur chez les Sassanides de Perse.
L'astrologie arabe s'est développée grâce à l'afflux des érudits perses, syriens, juifs, etc. qui, à partir de 850 affluèrent vers les nouveaux centres intellectuels créés par les califes.
Le juif Mashallah, par exemple, vécut à la cour d'Al Mansur. Il fut l'auteur d'une vingtaine de traités d'astrologie.
À la demande des califes, les auteurs de l'Antiquité, notamment Aristote, furent traduits en arabe, souvent depuis le persan ou le syriaque. Vers 850, Alkindi (c'est-à-dire Ya' kûb ibn Isâk Sabbâh al Kindi), originaire de Bassorah, traduisit de nombreux textes en arabe, dont ceux d'Aristote. Il écrivit aussi plus de 200 traités sur de nombreux sujets, dont l'astronomie. Une de ses contributions la plus importante fut sa doctrine des conjonctions entre les planètes et leur influence sur les phénomènes naturels et sur les impulsions donnant naissance aux grands événements historiques.
Son disciple, Albumasar (mort en 886) fut un astrologue de Bagdad qui propagea les idées d'Al-Kindi dans son « Liber magnarum coniunctionum », lequel eut une forte influence sur l'astrologie du Moyen Âge.
Un autre astrologue important fut Thébit (mort en 901).

Il vécut à Bagdad et devint l'astrologue du calife.
Aux XIVe et XVe siècles, le Kitab al-Bulhan est rédigé.
À la suite de l'occupation de l'Espagne par les Maures, l'intérêt pour l'astrologie revient en Occident au Moyen Âge.

Pierre A. Riffard date le début de l'astrologie occidentale de 1135 avec la traduction de l'arabe à Tolède.

## Principes

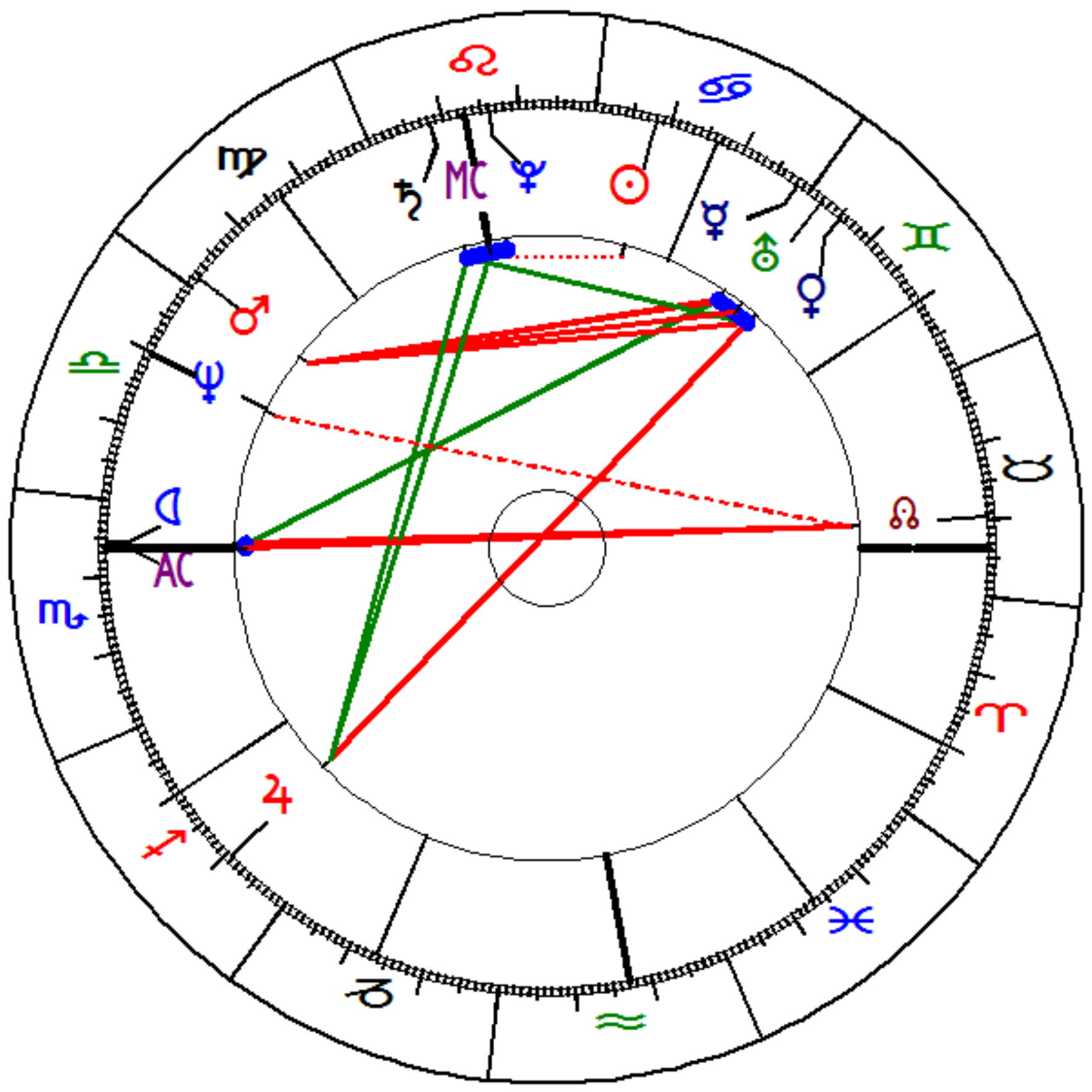
Une carte du ciel préparée pour un thème astral.

L'astrologie et le thème astrologique se basent sur trois séries :
- celle des sept errant(e)s d'origine (visibles à l'œil nu) : Soleil et Lune, Mercure, Vénus, Mars, Jupiter et Saturne. L'astrologie étant géocentrique, la Terre est au centre du diagramme.

Ont été ajoutées, à partir du XIXe siècle, les planètes Uranus et Neptune, puis Pluton (devenue planète naine en 2006).
Certains ont de même ajouté les autres planètes naines, voire les astéroïdes et les comètes.
- celle des douze signes portant le nom des constellations zodiacales (ou treize pour certains).
- celle des douze maisons.

Tous ces éléments ont leur symbolique propre.
Le but de l'astrologie est de valider l'hypothèse que ces éléments sont en relation les uns avec les autres, et que leurs dispositions sont en rapport avec les faits terrestres.
Seules les planètes sont concrètes. Les constellations ne sont que des formes arbitraires vues de la Terre. Dans la réalité, elles sont composées d'étoiles qui ne sont pas dans la même région galactique. Quant aux maisons, elles n'ont aucune existence réelle.
Ces différents éléments sont étudiés dans les paragraphes suivants.

### Astrologie classique, dite «tropicale»

Position de la bande zodiacale au fil de l'année.

L'image ci-contre indique les quatre sphères représentant les positions du Soleil au début de chaque saison. Le plan horizontal vert représente la terre ferme (l'horizon physique) pour une personne située sur le 50e parallèle. Noter la trajectoire de ces sphères et la durée de leur trajet au-dessus et en dessous de l'horizon, ainsi que les lieux de leurs couchers et levers. Les cercles verts et rouges représentent les tropiques et l'équateur, respectivement, projetés dans le ciel.
Le zodiaque, dit tropical, est le zodiaque des saisons. L'animation ci-contre, qui décrit les quatre cas de figure correspondant aux levers et couchers du soleil au début de chaque saison, s'applique également aux planètes du système solaire puisqu'elles sont toutes plus ou moins sur l'écliptique (qui est représenté ici par le disque bleu). Se levant vers l'est et se couchant vers l'ouest, ces quatre sphères représentant le soleil décrivent le comportement des planètes sur le plan de l'écliptique, à la différence près que leurs levers et couchers peuvent survenir à n'importe quel moment de la journée (exceptions faites de Mercure et Vénus, dont le passage à l'horizon est toujours juste « avant » ou juste « après » celui du soleil). Le cercle vert « en bas », au sud, correspond au tropique du Capricorne et au signe ainsi nommé ; le cercle « en haut », au nord, correspond au tropique du Cancer et au signe qui porte ce nom. Ainsi, une planète en Capricorne est une planète qui, comme le soleil au début de l'hiver, séjourne longtemps chaque jour sous l'horizon, invisible, et s'élève peu dans le ciel (pour les latitudes nord).
Les douze divisions du zodiaque tropical sont fondées sur ces données de base. Les signes cardinaux sont définis par les axes des solstices et des équinoxes, et correspondent aux premiers mois de chaque saison.
Les signes mutables sont ceux qui précèdent les signes cardinaux (ce sont les signes des mutations qui précèdent l'avènement d'une nouvelle saison) et les signes fixes sont les quatre secteurs de l'écliptique qui restent ; ils ne se définissent pas par rapport à un seul axe, mais à deux.
Ce système ne dépend pas de la position des constellations astronomiques actuelles, ce qui fait dire aux auteurs de Devenez sorciers, devenez savants : « Les astrologues tropiques contemporains utilisent ainsi bêtement des signes rectangles, zones vides et immatérielles dénuées de toute consistance, de toute entité stellaire. »[réf. souhaitée].

### Astrologie sidérale
L'astrologie sidérale ne se fie qu'aux constellations[réf. nécessaire].
Pour certains astrologues, le décalage du référent de l'astrologie (le Zodiaque tropique) avec la réalité physique qui a fait dire aux astronomes que l'astrologie n'a rien de « scientifique » aurait une pertinence (sauf pour l'école sidéraliste, qui ne se fie qu'aux constellations), et serait même fondamental. Car c'est sur ce décalage, dû à la précession des équinoxes, que se fonde leur théorie des âges ou ères astrologiques, dont la fameuse Ère du Verseau à venir.

### La précession des équinoxes et l'ayanamsa
L'écart entre les positions (constellations, signes, planètes, etc.) utilisées par la plupart des astrologues est d'environ 24 degrés par rapport aux positions que l'on peut voir en regardant le ciel. En pratique (astrologie « tropicale »), ceux qui pensent être dans un signe (position du Soleil) rétrogradent dans le signe précédent s'ils appartiennent aux 24 premiers degrés (sur 30) ; seuls ceux qui sont dans les 6 derniers degrés restent dans le même signe, mais passent dans le premier décan.
Ce décalage est l'argument principal mis en avant par Georges Charpak et Henri Broch dans leur livre Devenez sorciers, devenez savants contre l'astrologie contemporaine.
L'astrologie « sidérale » (très minoritaire parmi les astrologues occidentaux) intègre l'ayanamsa et considère que le zodiaque est lié aux constellations visibles.
L'astrologie « tropicale » n'intègre pas le décalage de l'ayanamsa et place son premier signe (le Bélier) à l'équinoxe de mars, appelée « point vernal ». L'astrologie populaire (horoscopes des journaux occidentaux) est basée sur l'astrologie tropicale.

### Les sept astres d'origine
Ce sont les sept astres visibles à l'œil nu : Soleil, Lune, Mercure, Vénus, Mars, Jupiter et Saturne.

### Les autres planètes
Aux XIXe et XXe siècles, ont été ajoutées les planètes Uranus et Neptune, ainsi que Pluton (rétrogradée par les astronomes au rang de planète naine en 2006).

### Autres corps célestes
Certains astrologues ont inclus dans leurs thèmes d'autres corps célestes découverts aux XXe et XXIe siècles[réf. nécessaire] (voir, entre autres, (2060) Chiron (1977), Sedna (2003), Éris (2005), etc.).
Richard Doyle mentionne les astéroïdes.
D'autres y ajoutent les comètes (voir discussion).

### Influence des planètes
L'argument d'une influence gravitationnelle a parfois été avancé pour justifier l'existence d'une action à distance.
À ce jour, aucun effet direct des planètes sur le corps humain n'a été rigoureusement observé. Par ailleurs, les forces d'attraction gravitationnelle en jeu lors du simple phénomène d'attraction Terre-Lune sont, à l'échelle du nouveau-né, infiniment moins importantes que celles qu'exercerait la sage-femme[source insuffisante],.
Les recherches statistiques (voir Étude statistique de l'astrologie), qui auraient pu permettre de déceler une régularité des phénomènes astrologiques (influences), ne permettent pas de conclure à l'existence d'une telle régularité.

### Problème des saisons
Le symbolisme des signes astrologiques est lié à la saison prévalente dans l'hémisphère nord : le Bélier est le signe du printemps, le Capricorne est le signe de l'hiver, etc.).
Cependant, dans l'hémisphère sud, les saisons sont inversées, ce qui n'est pas sans poser un problème quant à la validité du modèle astrologique.
- Les partisans de l'astrologie sidérale trouvent là un argument pour défendre leur cause.
- François Villée, partisan de l'astrologie tropicale, résout ce problème en disant que chaque signe a un signe opposé qui lui est complémentaire dans sa façon principale d'aborder l'existence, d'où la nécessité de « travailler non pas par signe mais par axes de deux signes opposés et complémentaires »[74].

## Formes et courants de l’astrologie
L'astrologie, au début du XXIe siècle, est composée de pratiques et d'approches très différentes, au point qu'il est plus juste de parler d'astrologies au pluriel.
Il existe de nombreuses écoles : astrologie psychologique, astrologie conditionaliste, astrologie karmique, astrologie humaniste, astrologie sidérale, astrologie chinoise, etc.
Ces pratiques astrologiques diffèrent à la fois par leurs symboliques, par les techniques utilisées, et selon les objets ou domaines auxquels elles sont appliquées, que ce soit, par exemple, en psychologie, ou comme technique de prévision (politique, bourse), en médecine, ou encore en politique (Astrologie mondiale). La symbolique des astres et de leurs mouvements est très souple, pouvant changer suivant le contexte et l'école de l'astrologue[réf. nécessaire].
Si la pratique de base reste l'établissement d'une carte du ciel, l'astrologie occidentale est en constante évolution, ce qui induit un certain nombre de divergences entre astrologues.
Au XXe siècle, l’astrologie a connu un regain d'intérêt avec une approche nouvelle. Des statisticiens abordèrent cette discipline à l'aide d'une approche statistique.
Madame Soleil a déclaré, dans son livre d'entretiens Le cœur dans les étoiles (page 212) : « il n'y a qu'une chose qui ne soit pas du temps perdu, c'est d'attraper le copain qui est dans la détresse, et d'essayer de l'en sortir ». Le « pourquoi ? » ne l'intéresse pas. Elle déclare dans le même livre : « C'est infiniment plus utile que de chercher à comprendre les infinis qui nous dépassent » ; pour elle, seul compte le « pour quoi ? ».
Daniel Kunth et Philippe Zarka dégagent deux postures opposées d'astrologues : ceux qui se diraient scientifiques, et ceux qu'ils dénomment « métaphysiciens ». Alors que les premiers utilisent les statistiques et l’outil informatique pour définir leurs prédictions, les seconds n’y accordent aucune importance et interprètent seulement des symboles, à l'instar des tarologues, car pour eux, tenants de la synchronicité, il n'y a pas de hasard ; « tout possède une signification », l'astrologie étant une grille de lecture psychologique.
Certains astrologues considèrent que leur discipline n'a pas pour but premier la prédiction de l'avenir, l'astrologie pouvant notamment être une voie du développement personnel,.

### Astrologie et psychanalyse
Carl Gustav Jung (1875-1961) défend les concepts de symbolisme, de synchronicité (le fait d'être synchrones pour des événements n'ayant aucun rapport de cause à effet) et d'archétype.
Il craint que dans le domaine de l'astrologie « l'influence niveleuse des grands nombres » rende impossible de prouver quelque chose par la méthode statistique.
Au cours de son exploration des symboles anciens, Jung dit découvrir, contre toute attente, une relation entre l'astrologie et la psychologie : « Ce qui est surprenant, c'est qu'il y a vraiment une curieuse coïncidence entre les faits astrologiques et les faits psychologiques, de sorte que l'on peut isoler un moment dans le temps à partir des caractéristiques d'un individu, et aussi, l'on peut déduire des caractéristiques d'un moment dans le temps. ».

## Controverses
(décembre 2016).
L'astrologie est depuis longtemps un sujet de controverse théologique, philosophique (dont épistémologique) et scientifique.
Condamnée dans le judaïsme et le christianisme, l'astrologie, au même titre que tous les arts divinatoires, est interdite par la Bible.
 Dès le IVe siècle, Augustin d'Hippone (De civitate Dei, VIII et XIX) s'élève, sur cette base, contre la confusion faite entre l'astrologie et l'astronomie.
L'astrologie n'est pas reconnue comme une science à cause de son absence de bases rationnelles et de preuves expérimentales. Elle n'a jamais proposé le moindre modèle de théorie expliquant ses affirmations et n'a pas le caractère de réfutabilité nécessaire pour être acceptée comme théorie scientifique.
L'astrologie n'ayant pas de cadre de référence rigoureux (méthodologie scientifique, recherche reconnue, publication scientifique vérifiée, etc.), elle a pu et est encore souvent utilisée par des charlatans ou des escrocs.
Se référant au principe fondamental qu'il n'y a pas d'effet sans cause, la science relève deux objections majeures quant à la réalité des phénomènes mis en jeu :
- l'absence d'effet : les prédictions astrologiques ne font pas mieux que le hasard ;
- l'absence de cause : il n'y a aucun mécanisme justifiant une quelconque influence astrale.

Une autre critique de l'astrologie tient dans les modifications que les astrologues eux-mêmes introduisirent dans leurs méthodes pour prendre en compte les planètes du système solaire au fur et à mesure de leurs découvertes.
Par exemple, Pluton n'est associée au signe du Scorpion que très récemment puisqu'elle n'a été découverte qu'en 1930. Elle n'est plus considérée comme une planète depuis 2006 et sa masse est inférieure à celle de la planète naine Éris[réf. nécessaire].
L'image de l'astrologie est négative (charlatanesque) dans les milieux scientifiques, comme dans l'affaire Michel Maffesoli - Élizabeth Teissier.
La motivation de la lutte contre l'obscurantisme n'est pas en soi un argument contre l'astrologie. Elle peut néanmoins sous-tendre un discours réellement argumenté. La confusion entre les dimensions idéologiques et argumentatives génère un débat souvent stérile, difficilement analysable.
Malgré l'apparence scientifique que pourraient donner l'usage affiché de calculs compliqués, la précision des dates de naissance (heure, géographie, etc.) et le recours quasi systématique à l'ordinateur, l'astrologie est considérée comme une pseudo-science (ou superstition) par la communauté scientifique. Pour les astronomes notamment, le Soleil a été relégué au rang d'une étoile parmi d'autres au sein de la Voie lactée, laquelle a été ramenée au statut d'une galaxie parmi des milliards d'autres au sein du cosmos.
Par ailleurs, comme le souligne l'historien de l'astrologie Jacques Halbronn, après la découverte de Neptune et de Pluton, l'astrologie s'est vue contrainte de retourner aux images pittoresques de la mythologie (car la cohérence liée aux corrélations à base 7 du septénaire des planètes déjà connues s'était effondrée), ce qui lui ôte de la crédibilité scientifique.

### D'après les partisans (critique positive)
Selon Robert Hand, une « future science de l'astrologie » devrait avant tout s'occuper du paradigme « mécaniste-matérialiste » dominant et, seulement en second lieu, s'investir dans l'amélioration de la pratique astrologique actuelle. La science et l'art de l'astrologie devraient être distingués.
Les difficultés qu'il y a à édifier une science de l'astrologie ne sont pas seulement attribuables au fait que « plusieurs idées astrologiques sont si mal formulées, si vaseuses (en anglais : « mushy ») que personne ne pourrait dire ce qu'elles impliquent en termes de conséquences observables [et] que certaines « hypothèses » astrologiques sont trop floues pour être testées ».
Pour Robert Hand, la formulation d'hypothèses non-mécanistes est essentielle pour appréhender scientifiquement l'astrologie[source insuffisante].
Patrice Guinard, spécialiste de la littérature française du XVIe siècle, philosophe et fondateur du Centre universitaire de recherche en astrologie (CURA) constatait en 2010 que la doxa parmi les astrologues était que l'astrologie ne fonctionnait que dans le tête-à-tête entre l'astrologue et son client, que l'astrologie était devenue, dans bien des cas, un « savoir-placebo » ne faisant pas usage du principe de « sympathie » ou de « correspondance » (selon lequel des liens uniraient les choses qui se ressemblent) comme principe explicatif, mais comme outil commode dans la relation de l'astrologue à son client[source insuffisante].

### D'après les opposants (critique négative)
La difficulté épistémologique est qu'il est impossible de rejeter « a priori » la possible existence d'une influence des astres (« absence de preuve n'est pas preuve de l'absence »).
Au-delà de la recherche d'une théorie démontrant la possibilité d'un effet des astres, les travaux méthodiques cherchant à prouver l'existence de corrélations entre les événements astrologiques et leurs supposés effets aboutissent à l'infirmation des paradigmes astrologiques. Or, pour pouvoir valider les hypothèses de l'astrologie, il est au moins nécessaire d'observer un effet, avant même de chercher à en expliquer ses tenants.
L'argument de la difficulté épistémologique du dialogue apparaît en fait fallacieux. En effet, l'astrologie est une pratique qui ne fournit pas les outils de sa propre réfutabilité, et qui reste par le fait hors du champ d'analyse de l'épistémologie. L'attitude des astrologues est de fait l'exemple retenu par Popper d'un discours qui refuse sa propre réfutation (ou « falsification » selon une mauvaise traduction : on entend par là sa possibilité d'être contredite, réfutée), interdisant ainsi une critique objective de ses affirmations.
« Une théorie n'est scientifique que si elle est « réfutable », c’est-à-dire qu'elle peut être soumise à des tests expérimentaux afin de vérifier la concordance de ses prédictions théoriques avec les observations. Une hypothèse qui ne peut être vérifiée, ni prise en faute par aucune expérience ou observation, n'est pas scientifique », Karl Popper, Logique de la découverte scientifique.
Certaines études menées par des astrologues retiennent des dispositifs expérimentaux qui tendent à produire des résultats systématiquement positifs.
Dans leur critique de l'astrologie, les astronomes Zarka et Biraud donnent à penser que les personnes qui cherchent à faire entrer l'astrologie dans le champ de la réfutabilité manquent de probité.
Ils affirment qu'il n'y a :
qu'« une seule méthode de test (puisqu'il) n'est pas nécessaire que l'influence d'un phénomène sur un autre soit observée (mesurée) et expliquée : l'une des deux conditions suffit ». On ne dispose, pour démontrer une absence de relation, que de la méthode statistique. Les conditions fondamentales doivent être respectées pour garantir la validité scientifique de toute analyse de ce type :
(1) définir rigoureusement le protocole expérimental avant l'expérience et s'y tenir ;
(2) vérifier le caractère significatif des résultats obtenus (tests de confiance, analyse des biais possibles, etc.) ;
(3) s'engager à publier tous les résultats obtenus, clairement et sous contrôle.
Dans le cas des tests astrologiques, ce sont les conditions (1) et (3) des expériences qui ne sont pas correctes ; par exemple, dans les études de Michel Gauquelin sur les corrélations entre métier et signe de naissance (Effet Mars), des corrélations significatives sont obtenues, mais pour combien d'essais ? Si on essaie au hasard mille corrélations, l'une d'elles sera sans doute significative à une chance sur mille !.
De plus, comme on a le choix entre de très nombreuses caractéristiques astrologiques à corréler au métier des gens, il est facile d'en trouver « qui marchent mieux ».
Gauquelin a publié non seulement les travaux de son Laboratoire d'Étude des Relations entre Rythmes Cosmiques et Psychophysiologiques (1970) mais aussi des livres qui prennent la défense de l'astrologie (1955, 1966) : Quel astronome penserait à « défendre » l'astronomie ?[réf. nécessaire].
En conséquence, on ne peut avoir aucune confiance dans les quelques expériences qui sont toujours citées comme positives !
En ce qui concerne les efforts déployés (ou non) pour étudier la plausibilité scientifique de l'astrologie (« expliquer »), Zarka et Biraud jugent que « c'est fondamentalement aux astrologues de chercher la justification physique de leur pratique, et non aux scientifiques d'en démontrer pour eux l'inexistence (tâche logiquement impossible). Le problème est que les astrologues, mercantiles ne se préoccupent pas le moins du monde de cette question ».
Pour l'Association française pour l'information scientifique (AFIS) : « Sur un plan scientifique, la validité de l’astrologie a été largement mise à l'épreuve et est définitivement rejetée. Pour autant, toutes les nombreuses expériences déjà réalisées, tout comme celles à venir, ne suffiront pas à convaincre les astrologues ou ceux qui croient en leurs prédictions. Là où les scientifiques s'intéressent aux faits, les astrologues évaluent la satisfaction de leurs clients (et pour les plus cyniques, leur chiffre d'affaires et la fréquentation de leur cabinet). »

#### Objections to astrology: le manifeste de 1975
Un manifeste contre l'astrologie a été publié en 1975 par un certain nombre de sommités,.
Les faits critiques y sont présentés, notamment lorsqu'ils décrivent l'astrologie comme une « superstition reposant sur la crédulité des gens ». Cette dévalorisation est d'ailleurs souvent la seule partie du manifeste retenue par les partisans de l'astrologie qui le présentent comme un simple « rejet sans examen » de leur pratique.
Les arguments :
- La science a réfuté la magie.

« Autrefois, les gens croyaient aux prédictions et avis des astrologues, car l’astrologie était comprise dans leur vision magique du monde. Ils considéraient les objets célestes comme les lieux de résidence ou les augures des dieux et, donc, les associaient à des événements terrestres »
- Les corps célestes sont trop lointains pour exercer quelque influence gravitationnelle ou autre.

« […] ils n'avaient aucune idée des distances considérables entre la Terre, les planètes et les étoiles. Maintenant que ces distances peuvent être et ont été calculées, nous pouvons comprendre à quel point sont infimes les effets gravitationnels ou autres produits par des planètes si éloignées, sans parler des étoiles tellement plus lointaines. »
- Notre destin nous appartient.

« Pourquoi croit-on à l’astrologie ? En ces temps d'incertitude, beaucoup de gens désirent le réconfort que procurent les conseils au moment d'une prise de décision. Ils voudraient croire en une destinée établie par des forces célestes au-delà de leur contrôle. Cependant, nous devons tous affronter la réalité et devons comprendre que notre avenir dépend de nous, non pas des étoiles. »
Paul Feyerabend
Dans le manifeste précédent, Paul Feyerabend, un philosophe des sciences qui s'est particulièrement intéressé aux théories physiques, remarque un ton religieux, une ignorance et des méthodes autoritaires qu'il compare, mais de façon désavantageuse, avec le Malleus Maleficarum, le manuel de lutte contre la sorcellerie publié par l'Église catholique en 1484,. Dans ce manuel, dit-il, l'explication de la sorcellerie est pluraliste, incluant même de possibles étiologies matérialistes (bien que l'explication démonologique ait prévalu habituellement). Feyerabend opine : « Les auteurs du Malleus Maleficarum connaissent le sujet, connaissent leurs opposants, ils donnent une description correcte des positions de leurs opposants, ils présentent une argumentation contre ces positions et utilisent les meilleures connaissances du temps dans leurs arguments ». Le manifeste des 186 scientifiques contre l'astrologie ne présente pas ces qualités, d'après Feyerabend, mais ressemble de façon littérale à la bulle du pape Innocent VIII présentée en introduction du manuel de 1484.
Toutefois, cette objection ne vise pas à essayer de défendre l'astrologie. Feyerabend écrit :

« L'astrologie moderne possède de nombreuses caractéristiques identiques à celles de l'astronomie médiévale à ses débuts ; elle en a hérité des notions intéressantes et profondes mais les a déformées et remplacées par des caricatures mieux adaptées à la compréhension limitée de ses praticiens. Ces caricatures n'ont pas la recherche pour objectif ; il n'existe aucune tentative pour s'aventurer dans des domaines nouveaux ni pour améliorer notre connaissance des influences extraterrestres ; celles-ci servent simplement de réservoir à des règles naïves et à des formules ajustées pour impressionner les ignorants ».

— Paul Feyerabend
Feyerabend ajoute que la science est à même d'évaluer combien l'influence de l'activité solaire est précise, notamment dans son action sur le potentiel électrique des arbres ; qu'il est plausible que cette activité influe sur le comportement des molécules d'eau ; que la biologie présente des exemples de sensibilité extrêmement fine aux variations de l'environnement.

#### Alain Gillot-Pétré
Dans son ouvrage Les Charlatans du Ciel (éd. Michel Lafon, 1994), Alain Gillot-Pétré dresse les critiques suivantes : les astrologues reconnaissent eux-mêmes qu'il n'y a pas d'influences astrales (p. 80) et que les planètes n'ont qu'un rôle symbolique (p. 151) ; les astrologues admettent eux-mêmes que tout n'est pas écrit, et donc, selon lui, toute l'astrologie « tombe à l'eau » (p. 167) ; enfin et surtout, la théorie astrologique prend des faux-fuyants (p. 109., et elle en devient tellement complexe que l'accepter telle quelle relève de « la paresse intellectuelle ». Par exemple, le printemps y est censé commencer avec le Bélier, chaud et sec, et régi par le dieu de la guerre Mars (violent) alors que, aux dires de Ptolémée, « le printemps est humide, ce qui l'apparente au début de toute vie animale, doux et tendre ».

#### Les astronomes
Aucun astronome professionnel contemporain ne défend l'astrologie, et la plupart ne l'évoquent même simplement pas. Cependant, deux d'entre eux, Daniel Kunth et Philippe Zarka, chercheurs au CNRS, ont publié un livre-enquête sur l'astrologie étudiée d'un point de vue scientifique. Leur conclusion est que « il y a beaucoup de contradictions chez les astrologues, et ils ne connaissent pas la réalité physique de l’Univers. Les astrologues semblent pourtant très savants ! Oui ! ils établissent des relations entre les signes et les constellations, ils parlent de maisons, ils font des calculs complexes… Il y a une technique derrière, mais une technique ne fonde pas une science ».
De fait, l'astrologie ne prend pas en compte les connaissances récentes en astronomie, et se fonde sur un système symbolique obsolète autant du point de vue épistémique qu'astronomique, le ciel ayant beaucoup changé depuis 4 000 ans, mais pas l'astrologie.

## Expérimentations
De nombreux protocoles d'expérimentation ont été proposés aux astrologues depuis les années 1970. Et de nombreux chercheurs se sont attelés à des études statistiques de l'astrologie, qui ont systématiquement démontré que les affirmations issues de l'astrologie n'étaient pas plus prédictives que le hasard.

### Confrontation avec un échantillon témoin

#### Concours du cercle Zététique de l'université de Nice
Des protocoles de tests ont été établis, afin d'analyser les affirmations d'astrologues concernant leurs revendications à prévoir des éléments précis et vérifiables. Pour cela, leurs prédictions ont été comparées avec des prévisions aléatoires émises par des sceptiques ou des ordinateurs.
En l'an 2000, l'astrologue Élizabeth Teissier a été invitée à un test à l'université de Nice, pour émettre 22 prévisions comparées sous plusieurs méthodologies avec 22 prévisions émises par ordinateur. Le protocole a conclu que les analyses de Mme Teissier n'obtenaient pas de meilleurs résultats que le hasard.
De façon plus générale, le cercle zététique de l'université de Nice a créé le Défi zététique international, qui consiste à proposer gratuitement un test à un astrologue -ou autre adepte de pseudosciences-, qui recevrait 200 000 euros en cas de succès. Le risque financier étant nul pour un gain potentiel énorme, il était estimé que les astrologues ne se présentant pas ne croient pas à leur don. Après quelques années de fonctionnement, peu d'astrologues ont concouru, et le test fut arrêté faute de participants. Toutes disciplines confondues, 250 tests ont eu lieu, sans aucun succès.

#### Expérience de Shawn Carlson
Shawn Carlson a effectué l'expérience réputée la plus complète ayant permis d'analyser les capacités des astrologues à prédire des éléments sur un individu, sur la base des positions des astres à sa naissance[source insuffisante]. Cette expérience a été conçue par un travail conjoint entre scientifiques et astrologues, afin que les scientifiques ne puissent pas être accusés d'une méthodologie de parti-pris. Les exigences des astrologues ont été prises en compte dans le protocole, que les astrologues ont validé en amont de l'expérience comme un « test équitable », défini ci-après :
- Les 28 astrologues participants -originaires d'Europe et des USA- ont été nommés par le Conseil National pour la Recherche Géocosmique (NCGR), afin de garantir que leurs compétences soient reconnues dans leur milieu, et qu'ils étaient tenus en haute estime par leurs pairs[104]. Les astrologues savaient que le test portait sur l'astrologie des thèmes de naissance[103].
- Un groupe d'une centaine de volontaires indifférents à l'astrologie a été constitué, dont chacun des membres a fait l'objet d'un profil psychologique selon le CPI (California Psychological Inventory). Ce test de personnalité standard avait été identifié par les astrologues comme l'instrument scientifique le mieux adapté au type d'informations qu'ils affirmaient déterminer sur les volontaires.
- Chaque astrologue s'est alors vu attribuer le profil psychologique de 3 volontaires, ainsi que le thème astrologique natal d'un seul d'entre eux. L'objectif étant d'attribuer sans se tromper le thème astrologique à l'un des 3 volontaires [réf. nécessaire]. Pour éviter tout biais, l'expérience a été réalisée en double aveugle[105][source insuffisante].

Les résultats ont été publiés dans la revue de référence Nature, le 5 décembre 1985. L'étude a révélé que les astrologues n'étaient pas en mesure d'attribuer les thèmes astraux aux volontaires de façon plus efficace que le hasard, avec un taux de réussite d'un tiers. Quand bien même certains soulignaient leur grande confiance dans l'exactitude de leurs attributions. Cette étude a conclu à réfuter clairement la prédictibilité de l'astrologie natale.

#### Autres études sur la relation entre personnalité et date de naissance
Une étude, basée sur deux échantillons de respectivement 4 000 et 15 000 personnes, publiée en 2006 et menée par Peter Hartmann du département de psychologie de l'Université d'Aarhus, conclut : « cette étude de grande échelle ne fournit aucun fait permettant de soutenir l'existence de relation entre la date de naissance et des différences dans la personnalité et l'intelligence générale ».
Des résultats similaires avaient été trouvés en 2003 par les psychologues Geoffrey Dean et Ivan Kelly sur un échantillon de 2 000 personnes.
D'autres études et publications ont par ailleurs démontré qu'il n'existait aucune cohérence entre ce que pouvaient affirmer plusieurs astrologues à propos d'une même personne ou encore que la capacité d'un astrologue à déterminer en fonction des signes astraux si une personne était introvertie ou extravertie ne valait pas mieux que le tirage d'une pièce à pile ou face.
D'autres tests réalisés sur cent personnes ont montré que les astrologues avaient exactement le même taux de succès qu'un système aléatoire.

### Approche statistique
En 1993, paraît dans Les Cahiers conditionnalistes, une étude statistique non scientifique qui vise à démontrer une corrélation entre les aspects Mercure-Saturne et les qualités de joueur d'échecs. Cette approche est toutefois réputée relever de la pseudo-science.

### Question des succès prédictifs
Plusieurs éléments cités aux points précédents (confrontation à un échantillon témoin et approche statistique) apportent une explication objective à l'existence de nombreux succès prédictifs de la part des astrologues.
Par ailleurs, certains succès prédictifs s'expliquent par la probabilité objective de l'occurrence d'un évènement.
Les bilans prédictifs des astrologues (récapitulation des prédictions justes, au terme d'une série de séances ou d'une année) ne présentent généralement que les « succès » prédictifs, occultant les erreurs. Si l'on suppose la précision égale des prédictions, cette comparaison s'avèrerait pourtant intéressante.
Il a été démontré par Henri Broch que la variabilité des résultats présentés par des sujets réputés doués correspond précisément aux résultats de prédictions « aléatoires ». Cette démonstration, très facilement reproductible, est consultable dans l'ouvrage Devenez sorciers, devenez savants.
Le medium Bertrand Méheust, dans son ouvrage 100 mots pour comprendre la Voyance, critique les méthodes zététiciennes, en particulier celles qui sont pratiquées dans l'ouvrage Devenez sorciers, devenez savants, et estime que, dans leur livre, Henri Broch et Georges Charpak citent principalement des expériences spontanées de la vie courante, facilement discréditables, et ignorent l'existence de chaires universitaires de parapsychologies (et donc de travaux parapsychologiques de niveau universitaire) dans beaucoup de pays développés (mais pas en France, cependant) :

« Les auteurs ne se proposent pas d'examiner les travaux de la métapsychique, ce qui aurait été une entreprise constructive. Ils se proposent plutôt de ruiner, dans l'esprit du lecteur non averti, l'idée même qu'une telle entreprise eût pu avoir l'intérêt le plus ténu, en se gardant de lui présenter les éléments qui lui permettraient d'utiliser son jugement. En traitant le sujet sur un ton léger, ils font passer le message qu'il est sans consistance. […] Les exemples sont toujours pris dans le répertoire non-épuré de la vie quotidienne ; ils ne mettent jamais en scène des parapsychologues au travail dans des situations construites, mais des observateurs naïfs en train de se divertir dans un salon à la fin d'une repas (p. 48). Après avoir ainsi campé l'adversaire, il leur est aisé de dénoncer l'appel universel à l'« expérience personnelle », et l'illusion qu'elle puisse constituer une preuve (p. 38). En bref, ils se comportent comme des experts qui pour accabler la compagnie des eaux, se débrouillent pour effectuer leurs prélèvements en amont de l'usine d'épuration, au lieu de le faire en aval. Tout est l'avenant dans « Devenez sorcier, devenez savant ». Une telle manière de faire relève plus de l'idéologie que de la science. »

## Astrologie et société

### Astrologie et religions

#### Judaïsme

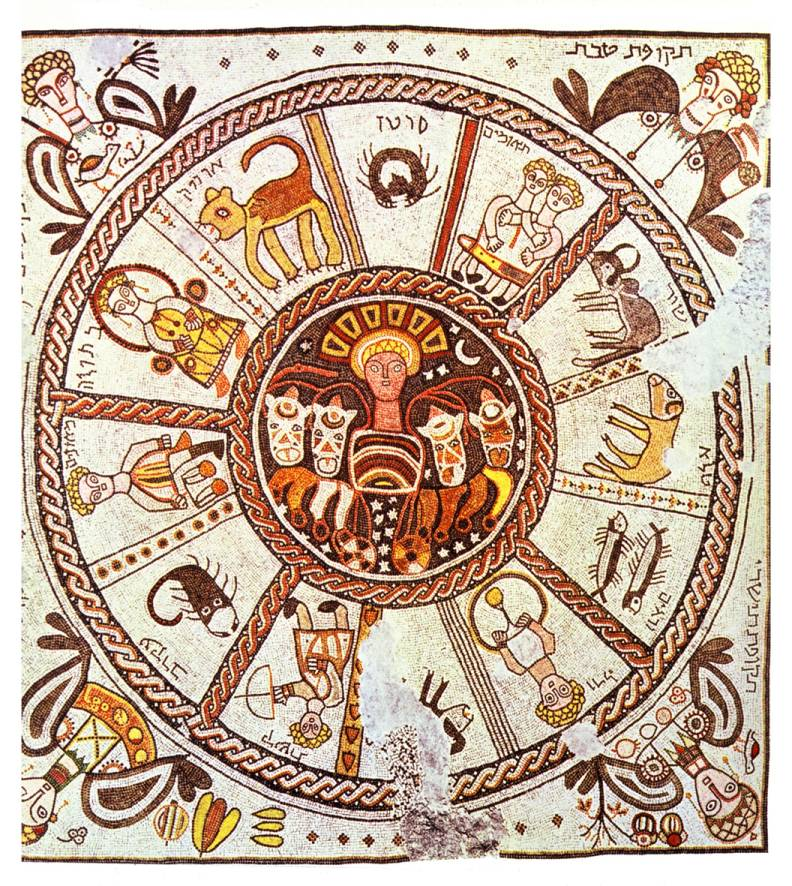
Mosaïque naïve de la synagogue de Beth Alpha (Israël),.

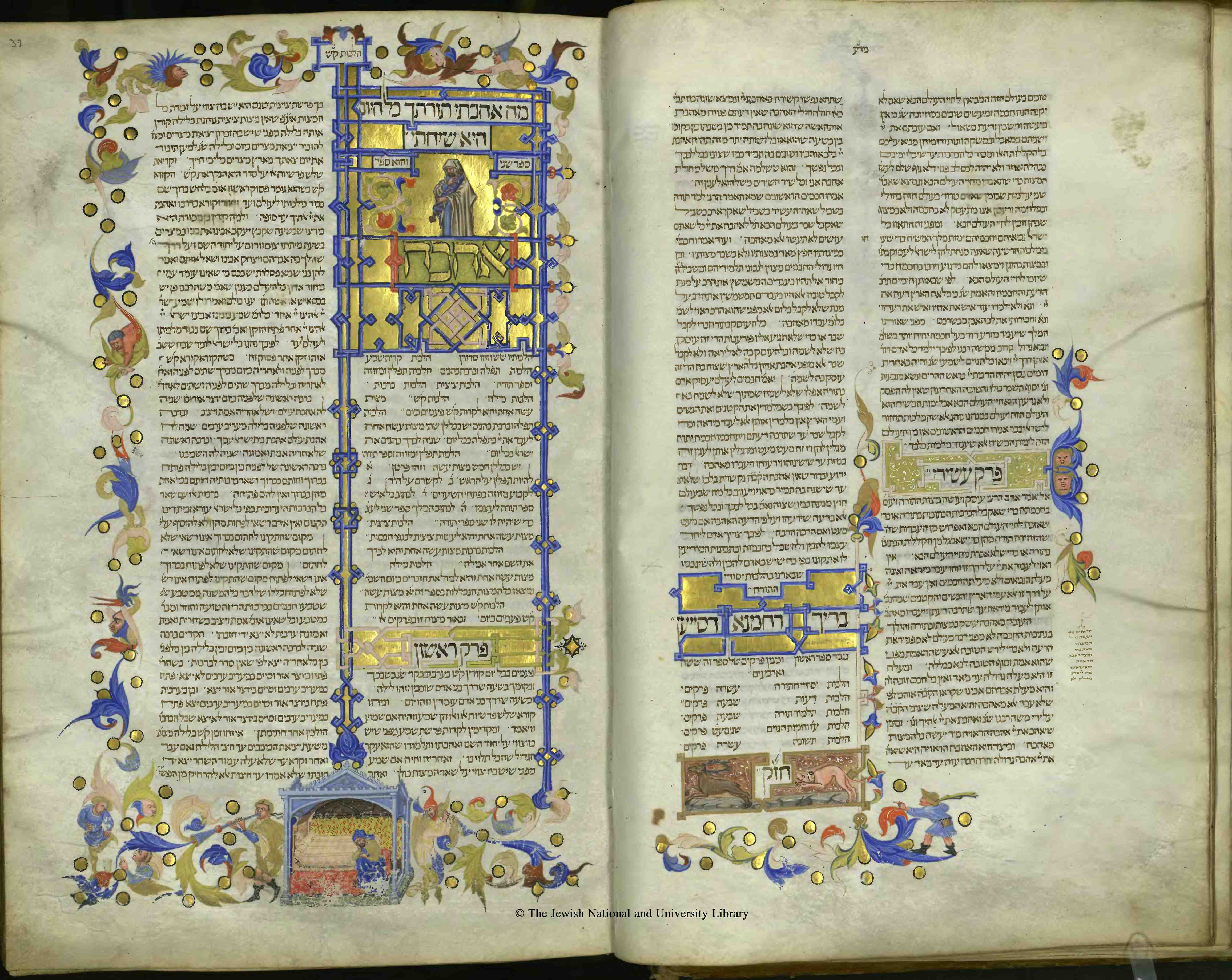
Le Mishné Torah, manuscrit enluminé (vers 1400).

La Bible hébraïque interdit toute espèce de magie, dont procèdent la nécromancie, la divination et l'astrologie. Dans le Lévitique (19:26) et le Deutéronome (18:10-13), devins et astrologues sont condamnés sans équivoque :

« Qu'on ne trouve chez toi personne qui fasse passer son fils ou sa fille par le feu, personne qui exerce le métier de devin, d’astrologue, d’augure, de magicien, d’enchanteur, personne qui consulte ceux qui évoquent les esprits ou disent la bonne aventure, personne qui interroge les morts. Car quiconque fait ces choses est en abomination à l’Éternel ; et c’est à cause de ces abominations que l’Éternel, ton Dieu, va chasser ces nations devant toi. Tu seras entièrement à l’Éternel, ton Dieu. »

La Bible de Jérusalem donne la traduction suivante :

« [10] On ne trouvera chez toi personne qui fasse passer au feu son fils ou sa fille, qui pratique divination, incantation, mantique ou magie ; [11] personne qui use des charmes, qui interroge les spectres ou les esprits, qui invoque les morts. [12] Car quiconque fait ces choses est en abomination à Yahvé ton Dieu, et c'est à cause de ces abominations que Yahvé ton Dieu chasse ces nations devant toi. »

Ces pratiques, qui relèvent de la sorcellerie, sont jugées aussi graves que le sacrifice humain, et donc passibles du même châtiment (Lv 20:27) : « Si un homme ou une femme ont en eux l'esprit d'un mort ou un esprit de divination, ils seront punis de mort ».
Le Livre de Jérémie réitère cette condamnation (Jr 27:9) : « Quant à vous, n'écoutez pas vos prophètes, vos devins, vos songeurs, vos astrologues, vos sorciers ».
Le Talmud recense diverses formes de sorcelleries, toutes punies par le fouet, dont le nikhouch (l'interprétation de signes) et l'onanout (la prédiction astrologique) en Sanh 65 a-b, dans son commentaire de Dt 18,.
Néanmoins, quelques-unes de ces pratiques ont été tolérées à certaines périodes. Il semble même que la plupart des grands rabbins aient approuvé l'astrologie à l'époque où elle était indissociable de l'astronomie. Le Talmud de Babylone porte la trace de discussions sur sa validité. Par exemple, la date d'une naissance, voire son heure, pouvait être considérée comme favorable ou non en fonction de la présence du Soleil ou d'autres planètes. Le mot mazzal, qui signifie « constellation » au départ, prend peu à peu le sens de « chance » comme dans l'expression mazzal tov (« bonne chance »), alors que le sens initial est « que ta constellation soit bonne ». Toutefois, d'une manière générale, si le Talmud admet que les astres exercent une influence sur le destin des hommes, il considère que les Juifs peuvent s'en affranchir par leur conduite.
Les principaux partisans de l'astrologie sont Saadia Gaon, Salomon ibn Gabirol, Abraham ibn Ezra, Nahmanide, le Maharal et Gersonide, même si ce dernier estimait que les astrologues ne savaient pas déchiffrer correctement les astres. L'adversaire le plus résolu de l'astrologie fut Maïmonide, qui écrit notamment, dans le chapitre sur les « Lois de l'idolâtrie » du Mishné Torah (11:9) : « Quiconque se mêle d'astrologie et prévoit son travail ou un voyage sous les auspices fixés par ceux qui examinent les cieux est passible du fouet, car il est écrit (Lv 19:26) : "Vous ne pratiquerez pas l'astrologie" ». Il ajoute : « Toutes ces choses sont mensonges et tromperie, et c'est avec elles que les anciens adorateurs des constellations trompaient les nations pour qu'elles pussent les suivre ».
Bien que l’objectif du judaïsme ait consisté à éradiquer toutes ces pratiques, celles-ci ont été maintenues chez les Juifs à toutes les époques parce que les guides spirituels savaient que l’homme est réticent à changer ses habitudes. Ces pratiques et coutumes se sont imposées comme source de loi pouvant entrer en contradiction avec la loi divine. Dans le traité du Berahot 54a les sages, confrontés à une difficulté pour décider de la loi, concluent: << sors et vois comment agit le peuple >>. Cette ambiguïté manifeste s’avère extrêmement importante dans l’histoire du judaïsme. Maïmonide dans le Guide des égarés III,29 bien qu’il condamne ce type de pratique, explique que certaines coutumes possèdent une signification qui reste contingente et liée à des événements historiques précis. « On voit souvent il n’eût pas été convenable d’exiger de renoncer à ces pratiques. Le faire eût semblé aussi impensable que l’on exigeait aujourd’hui une religion de pure méditation, sans culte, sans prière, sans aucune pratique l’homme ». Cette façon pour Dieu de s’adapter, de se conformer et de se mêler au monde sans porter atteinte aux lois de la nature se nomme pour Maïmonide« sa ruse et sa sagesse ».

#### Christianisme
Le Livre de la Sagesse appartient aux deutérocanoniques qui ne figurent pas dans le canon des Bibles hébraïque et protestante. En revanche, il fait partie de l'Ancien Testament des Églises catholique et orthodoxe.
Les premiers versets du chapitre 13 suivent les avertissements contre le culte des animaux et mettent en garde contre la vanité des religions païennes :

« Insensés par nature tous les hommes qui ont ignoré Dieu, et qui n'ont pas su, par les biens visibles, voir Celui qui est, ni, par la considération de ses œuvres, reconnaître l'Ouvrier. Mais ils ont regardé le feu, le vent, l'air mobile, le cercle des étoiles, l'eau impétueuse, les flambeaux du ciel, comme des dieux gouvernant l'univers. Si, charmés de leur beauté, ils ont pris ces créatures pour des dieux, qu'ils sachent combien le Maître l'emporte sur elles ; car c'est l'Auteur même de la beauté qui les a faites. Et s'ils en admiraient la puissance et les effets, qu'ils en concluent combien est plus puissant celui qui les a faites. Car la grandeur et la beauté des créatures font connaître par analogie Celui qui en est le Créateur. »

Jusqu'au chapitre 15, l'auteur énumère différentes croyances dangereuses, dont l'adoration des statues de glaise ou de bois, la divination et les superstitions en rapport avec la navigation, toutes formes d'idolâtrie en opposition avec la grandeur de Dieu. Cette longue critique souligne la vacuité des pratiques polythéistes qui vénèrent des éléments de la création au détriment de leur Créateur.
Dès le IIe siècle, la tradition chrétienne a interprété l'épisode des Rois mages comme étant une défaite de l'astrologie par rapport à la naissance du Christ.
Le Catéchisme de l'Église catholique affirme : « La consultation des horoscopes, l'astrologie, la chiromancie, l'interprétation des présages et des sorts, les phénomènes de voyance, le recours aux médiums recèlent une volonté de puissance sur le temps, sur l'histoire et finalement sur les hommes en même temps qu'un désir de se concilier les puissances cachées. Elles sont en contradiction avec l'honneur et le respect, mêlé de crainte aimante, que nous devons à Dieu seul. »,.

#### Islam
Wilhelm Knappich indique :

« Le Coran ne contient aucune interdiction expresse de l'astrologie à condition que les astres ne soient considérés que comme des signes de la volonté divine et que les prédictions n'aient pas de caractère fatidique. D'ailleurs les astrologues arabes avaient l'habitude de limiter la portée de leurs pronostics en les accompagnant de la formule : Dieu connaît mieux ces choses (que moi) ou encore Dieu seul est Vérité. »

#### Chamanisme
Selon Laurence Larzul, c'est dans une nouvelle mouvance d'esprit, née des Rencontres d'Eranos (lieu de rencontre de Jung et d'autres personnes dont l'influence a été majeure sur la pensée scientifique du XXe siècle, avec notamment « le père » de l'histoire des religions : Mircea Eliade), ainsi que Wolfgang Pauli, l'un des pères de la théorie quantique, que s'inscrirait l'astrologie contemporaine,.
En conformité avec son école, qui affirme tenir davantage à la connaissance de soi qu'à la prédiction, Laurence Larzul est en effet venue à une considération plus « chamanique » du rôle de l'astrologue. Elle voit en l'astrologie une forme de « chamanisme évolué » puisque cette connaissance serait fondée sur l'observation des corrélations entre la nature terrestre et les phénomènes cosmiques.
Se heurtant à la controverse, tant face à la science qu'à la religion, elle affirme que la résurgence de la conscience chamanique fait un pont permettant de sortir de l'impasse des sempiternelles querelles occidentales liées à son héritage judéo-chrétien, et permettrait de mieux comprendre le rôle de l'astrologue et de l'astrologie dans la société.
Pour elle, la libération de l'« ethnocentrisme » occidental, qui aurait opposé science et religion dans un débat et un rapport de force où l'astrologie, a trop longtemps joué le rôle de bouc émissaire, permettrait de reconsidérer le rôle de l'astrologue.
Elle rappelle qu'à son origine, l'astrologue était « prêtre » et faisait le pont entre le ciel et la terre, tout comme le chaman qui aurait pour charge traditionnelle de protéger son environnement des forces naturelles.
Selon Laurence Larzul, la conscience écologique qui émerge à notre époque inviterait à reconsidérer sous un autre angle ce que la science voit depuis longtemps d'un œil sarcastique. Ce que la science considère comme primitif et archaïque, au sens péjoratif des termes, apparaîtrait aujourd'hui sous un jour plus novateur comme source d'enseignement pour notre époque.
Elle affirme que les connexions de l'astrologie avec le chamanisme pourraient expliquer pourquoi elle a toujours conservé son « assise » populaire, en accord avec un supposé inconscient collectif qui reconnaitrait, intuitivement et maladroitement, la valeur et le bien fondé de sa pratique ancestrale, et ce malgré les oppositions.
Depuis 1999, le chamanisme est reconnu comme religion officielle en Bouriatie où les chamanes officient à l'égal des lamas tibétains. Ainsi, on parle à présent avec davantage de respect des « peuples premiers » perpétuant une tradition chamanique. Un article du Monde diplomatique en fait état.

### Dangers de la croyance en l'astrologie
La croyance en l'astrologie peut avoir des effets néfastes pour les tenants eux-mêmes mais également pour leur entourage personnel ou professionnel. Parmi les dangers recensés on retrouve aussi bien des retards de soin, que des problèmes financiers ou une perte de chance sur le marché de l'emploi. Une étude de 2007 auprès de recruteurs établissait ainsi qu'un sur vingt reconnaissait une influence du signe astrologique sur la décision finale. Enfin la croyance en l'astrologie, qui se fait en dépit de preuve claire d'efficacité, a tendance à augmenter le risque de croire en d'autres pseudosciences potentiellement nocives.

### Astrologie et pouvoir politique
(janvier 2021).
Dans l'Antiquité romaine, alors même que l'astrologie est très populaire, les astrologues furent mis hors la loi par décret dès 130 avant notre ère. Plus tard, l'empereur Tibère mit en place une législation restrictive des pratiques divinatoires et imposa des critères de qualité à la profession d'astrologue (sous la suggestion de son conseiller Thrasylle de Mendès, lui-même astrologue). Ces législations seront renouvelées un siècle plus tard par Hadrien, lui-même astrologue amateur[réf. nécessaire].
On retrouve la même préoccupation mille ans plus tard, quand Alphonse X, auteur de traités astronomiques et astrologiques, édicte que « La divination du futur par les astres est autorisée pour les personnes correctement formées à l'astronomie »[réf. nécessaire]. De même, en Chine, l'astrologie de l'Empereur était réservée à la consultation privée des empereurs impériaux.
Jusqu'à la fin du XXe siècle, en France, le Code Pénal comportait dans sa partie règlementaire l'article R. 34-5° sanctionnant « les gens qui font métier de deviner ou de pronostiquer ». Cet article a été supprimé par la réforme du code pénal, sous la présidence de François Mitterrand (lui-même amateur connu de consultations astrologiques). Notons que la loi sanctionne des pratiques et des faits, non des pensées ; ces interdictions ne s'adressent donc pas à l'astrologie en tant que telle, mais aux troubles sociaux qu'entrainent les pratiques des charlatans.

### Astrologie et prédiction de l'avenir
L'idée de base de l'astrologie est que deux personnes nées le même jour à la même heure au même endroit connaîtront des parcours de vie « parallèles », « mais relativement à leur point de départ respectif » (hérédité biologique, milieu d'origine, sexe, etc.).
Pour le grand public, la distinction entre astrologie et voyance est souvent floue. Cependant, tous les astrologues ne prétendent pas dresser des prédictions formelles. La Fédération Des Astrologues Francophones (FDAF) demande à ses membres de signer un code de déontologie qui interdit les prédictions formelles.
L'astrologue André Barbault a écrit qu'en astrologie individuelle, au vu de la multiplicité des plans sur lesquels peut s'exprimer une même tendance susceptible de « déplacement, de déviation, de refoulement ou de sublimation », « nous devons « toujours » placer le pronostic sur le plan intérieur, en termes de sentiments éprouvés » et non en termes d'événements précis.

### Déterminisme et libre arbitre
Déjà, dans le Tetrabiblos, Ptolémée répond à la critique centrale de l'astrologie, son lien avec le déterminisme, en affirmant : « Les astres inclinent mais n'obligent pas ».
L'astrologue Élizabeth Teissier affirme que le ressort principal du rejet de l'astrologie est la question du déterminisme et de son pendant philosophique, le libre-arbitre.
L'astrologue Carol Pilkington affirme qu'une citation semble tout résumer : « « La carte n'est pas le territoire. » ».
Autrement dit, parmi les différentes voies possibles présentées par le thème astrologique, ce n'est que lorsqu'on « choisit » d'en emprunter une qu'on l'expérimente réellement[source insuffisante].

### Popularité
Sur le plan sociologique, les croyances associées à l'astrologie sont encore très populaires. Environ 25 % des adultes aux États-Unis, au Canada et au Royaume-Uni croient en leur horoscope,.
En France, près de 47 % des femmes accorderaient du crédit à l'astrologie.
Le biais de confirmation serait la principale raison pour laquelle autant de personnes continuent de croire en l'astrologie.
La part de personnes croyant en l'astrologie varie en fonction de l'âge, du sexe, du groupe ethnique, du positionnement politique et du niveau d'études. Ainsi, les femmes sont plus nombreuses que les hommes à prendre l'astrologie au sérieux. La part de personne croyant en l'astrologie est également plus élevée chez les Noirs et les Hispaniques que chez les Blancs. Les personnes politiquement classées à gauche sont également plus nombreuses à croire en l'astrologie que celles classées à droite. Enfin, plus le niveau d'études d'une personne est faible, plus il est probable qu'elle croie en l'astrologie, par exemple une personne ayant arrêté ses études au baccalauréat a sept fois plus de chance de reconnaître un caractère « très scientifique » à l'astrologie par rapport à une personne diplômée d’un master[source insuffisante].
L'engouement d'un public appartenant à toutes les classes sociales, pour une pratique sans effets démontrés, est critiqué par un grand nombre d'épistémologues et de sociologues.
Les représentants des sceptiques (sceptiques anglo-saxons ou français) expliquent l'intérêt pour les horoscopes par l'effet Barnum et ses corollaires. Ces analyses les amènent à considérer publiquement l'astrologie comme une « superstition reposant sur la crédulité des gens ».

#### Effet Barnum
L'effet Barnum (du nom de Phineas Taylor Barnum), aussi appelé effet Forer, et effet puits par Henri Broch (ce dernier en fait l'un de ses arguments majeurs contre l'astrologie) désigne un biais cognitif par lequel un individu a tendance à juger très précise une description de sa personnalité qu'il suppose lui être spécifique mais qui, dans les faits, est suffisamment vague pour correspondre à un vaste ensemble de personnes.
L'étude de l'effet Barnum a porté sur le niveau d'acceptation de faux horoscopes et de faux profils astrologiques[source insuffisante].
Ceux qui lisent ces descriptions ne discernent pas les traits de personnalité communs des traits peu communs.
Une étude, menée en 2009 par Paul Rogers et Janice Soule, corrobore les enquêtes antérieures sur le sujet et indique que ceux qui croient en l'astrologie sont plus enclins que les sceptiques à accorder de la crédibilité au profil Barnum.
De nombreuses études ont démontré que les personnes ayant des connaissances en astrologie ont tendance, par un processus appelé « auto-attribution », à décrire leur personnalité par des caractéristiques compatibles avec leur signe astrologique. L'effet est accru lorsque les personnes sont informées que la description de leur personnalité est utilisée pour parler d'astrologie. Les individus peu au fait de l'astrologie ne montrent pas cette tendance (Eysenck et Nias 1981 et 82).
Il est connu que le biais de confirmation est un facteur psychologique qui contribue à la croyance en l'astrologie[source insuffisante].
Il y a deux formes de biais de confirmation[source insuffisante] :
1. Souvent, les partisans de l'astrologie ne parviennent pas à distinguer les messages liés à une maîtrise de l'astrologie de ceux qui ne le sont pas.
2. Selon les études disponibles, ceux qui sont convaincus par l'astrologie ont tendance à se souvenir de façon sélective des prédictions qui ont « marché », et à oublier celles qui se sont révélées erronées.

#### Comportements induits par la croyance en l'astrologie
Le constat de l'engouement du public invite aussi à une double réflexion sur ses implications économiques (implications de l'astrologie dans les domaines les plus variés, astrologie boursière, astrologie hippique, etc.) et ses effets psychologiques. Selon la revue Sciences et pseudo-sciences éditée par l'Association française pour l'information scientifique, la croyance en l'astrologie pourrait induire une modification significative des comportements de ses adeptes conformant leurs actions avec les « prédictions » de l'horoscope,[source insuffisante].

#### Liste des astrologues populaires (francophones)
- Madame Soleil (1913-1996),
- Élizabeth Teissier (1938-).

### Ouvrages généraux
- 1951 à 2005 : plusieurs éditions de L'Astrologie dans la collection « Que sais-je ? » des Presses universitaires de France (PUF).
  - version 1951 : Paul Couderc (multiples rééditions actualisées jusque dans les années 1980, épuisée) avec une approche scientifique attaquant l'astrologie (en relation avec l'Union rationaliste).
  - version 1989 : Suzel Fuzeau Braesch (retirée de la vente) avec une approche pro-astrologie.
  - version 2005 : Daniel Kunth et Philippe Zarka. Le texte rappelle quelques définitions et évidences et montre ainsi que l'astrologie, par sa méthode, se place en dehors du domaine scientifique.
- 1971 : Edgar Morin (sous la direction de), Philippe Defrance, Claude Fischler, Lena Petrossian, Le Retour des astrologues, Les Cahiers de l'Obs, 1971 (enquête sociologique).
- 1982 : Edgar Morin (sous la direction de), Philippe Defrance, Claude Fischler, Lena Petrossian, La Croyance astrologique moderne, diagnostic sociologique, nouvelle édition revue par Claude Fischler, éditions L'Âge d'Homme, 1982.
- 1984 : Laura Winckler, (fr) L'Astrologie, clef de la connaissance de soi, édition NADP.  (ISBN 2-903605-03-X[à vérifier : ISBN invalide])
- 1986 : Wilhelm Knappich, Histoire de l'astrologie, préface d'André Barbault, éditions Vernal/Philippe Lebaud, 1986,  (ISBN 978-2-86594-022-6).
- 1999 : Laura Winckler, (fr) L'Ere du Verseau, défis pour les temps à venir. éditions des 3 Monts,  (ISBN 2-909735-17-6)
- 2009 : Nicholas Campion (en), (en) A History of Western Astrology Vol. 1, The Ancient World, Continuum, 2009,  (ISBN 978-1-84725-214-2) (first published as The Dawn of Astrology: a Cultural History of Western Astrology Volume 1, Continuum, 2008).
- 2009 : Nicholas Campion, (en) A History of Western Astrology Vol. 2, The Medieval and Modern Worlds, Continuum, 2009,  (ISBN 978-1-84725-224-1).
- 2013 : Arnaud Esquerre, Prédire : L'astrologie au XXIe siècle en France, Fayard, 2013,  (ISBN 978-2-21367-856-6).

### Astrologie grecque
- 1899 : Bouché-Leclercq, L'Astrologie grecque, Paris E. Lerous, 1899
Auguste Bouché-Leclerq, L' astrologie grecque, Lulu.com, 2013 (ISBN 978-0-557-25414-9, lire en ligne)
- 1945 : Dom Emmanuel Amand, Fatalisme et liberté dans l'Antiquité grecque, Louvain, 1945.
- 1993-1994 : (en) Vettius Valens, The Anthology (Book I), Berkeley Springs (Virginie-Occidentale, États-Unis), Project Hindsight, 1993
- 1993-1994 : (en) Vettius Valens, The Anthology (Book II, Part I), Berkeley Springs (Virginie-Occidentale, États-Unis), Project Hindsight, 1994
- 1993-1994 : (en) Vettius Valens, The Anthology (Book IV), Berkeley Springs (Virginie-Occidentale, États-Unis), Project Hindsight, 1993
- 2003 : Les Pères de l'Église et l'Astrologie, Migne, 2003.

### Astrologie romaine
- 1897 : Auguste Bouché-Leclercq, in Revue historique, 1897, tome 65[9]
- 1954 : F. H. Cramer, Astrology in Roman Law and Politics, Philadelphie, 1954.
- 1995 : Béatrice Bakhouche, Alain Moreau et Jean-Claude Turpin, Les astres, tome I : Les astres et les mythes. la description du ciel. Actes du Colloque international de Montpellier (23-25 mars 1995), Publications de la Recherche, Université Paul Valéry - Montpellier III, 320 p.  (ISBN 978-2-905397-96-6).
- 1995 : Béatrice Bakhouche, Alain Moreau et Jean-Claude Turpin, Les astres, tome II : Les correspondances entre le ciel, la Terre et l’homme. Les « survivances » de l’astrologie antique. Actes du Colloque international de Montpellier (23-25 mars 1995), Publications de la Recherche, Université Paul Valéry - Montpellier III, 296 p.  (ISBN 978-2-84269-024-3).
- 1996 : Béatrice Bakhouche, Les textes latins d’astronomie : un maillon dans la chaîne du savoir. Louvain : Peeters, 1996, 347 pages,  (ISBN 978-2-87723-292-0).
- 2002 : Béatrice Bakhouche, L’astrologie à Rome. Louvain : Peeters, 2002, 241 p.  (ISBN 978-2-87723-632-4).

### Astrologie occidentale
- 1573 : Speculum astrologiae. Quod attinet ad judiciariam rationem nativitatum atque annuarum revolutionum: cum nonnullis approbatis Astrologorum sententiis. Rerum catalogum sequens pagina indicabit. [Avec :] - Compendium de stellarum fixarum observationibus. Opus mathematicae studioso utilissimum.- Tabulae resolutae astronomicae de supputandis siderum motibus, secundum observationes Nicolae Copernici, Prutenicarumque Tabularum. Lyon, Phillipe Tinghi (imp. par Pierre Roussin), 1573. Ce « Miroir de l'astrologie » de Francesco Giuntini est, selon Maurice Caillet, « un des plus célèbres et le principal monument de l'Astrologie ancienne ». Ce traité très complet, outre une défense de l'astrologie, donne les nativités de très nombreux personnages célèbres et des tables astronomiques selon Copernic.
- 1974 : Daniel Verney, Fondements et avenir de l'astrologie, Fayard, Paris, 1974.
- 1983 : Charles Vouga, Astrologie expérimentale, Édition du Rocher. Une approche « non causale » des « phénomènes astrologiques ».
- 1991 : Richard Pellard, Manuel d'astrologie universelle, Éditions Dervy 1991. Une approche « rationnelle » et conditionaliste de l'astrologie contemporaine.
- 1993 : Jacques Vanaise, L'Homme-Univers, éditions Le Cri, Bruxelles, 1993
- 1996 : Charles Vouga, Une astrologie pour l'Ère du Verseau, Édition du Rocher
- 2006 : Jean-Patrice Boudet, Entre science et nigromance. Astrologie, divination et magie dans l'Occident médiéval, XIIe – XVe siècle, Paris, Publications de la Sorbonne, 2006.

### Astrologie non occidentale
- 1962 : Marguerite Rutten, La Science des Chaldéens, coll. « Que sais-je ? », Paris, Presses universitaires de France, 1962.
- 1985 : Jacques Halbronn, Le Monde juif et l'astrologie, histoire d'un vieux couple, Milan, Archè, 1985, 433 p.
- 1996 : Jean Bottéro, L'astrologie mésopotamienne : l'astrologie dans son plus vieil état, dans Béatrice Bakhouche, Alain Moreau et Jean-Claude Turpin, Les Astres. Les astres et les mythes, Montpellier, 1996, tome I, p. 159-182.
- 2007 : (en) Roger Beck, A Brief History of Ancient Astrology, Blackwell (2007).

### Analyse critique
- 1944 : Marcel Boll, L'Occultisme devant la science, collection Que sais-je ?, Paris, Presses Universitaires de France, 1944.
- 1975 : (en) Bart J. Bok, « A critical look at astrology », dans The Humanist, septembre-octobre 1975 (le « manifeste des 186 »).
- 1982 : Michel Rouzé, La Néo-astrologie au banc d'épreuve, cahier AFIS no 125, septembre, p. 1, 1982.
- 1983 : Jean-Claude Pecker, 5 réponses à un amateur d'astrologie, L'astrologie et la science, dans La Recherche, no 140, janvier 1983, p. 118 (voir aussi le numéro 142, p. 371-372 ; Astrologie : le débat continue, réponses à G. Preschoux et M. Gauquelin).
- 1985 : (en) Shawn Carlson (en), A double-blind test of astrology, dans Nature, 318, p. 419-425, 1985.
- 1986 : Michel Rouzé, « L'astrologie mesurée par le physicien », dans Science et Vie, no 825, juin, p. 62, 1986.
- 1987 : Évry Schatzman, « La croyance en l'astrologie et l'honneur de la presse », dans Le Monde, 4-5 janvier 1987, p. 30.
- 1988 : R. Culver & P. Ianna, Astrology: true or false ?, Prometheus books, New York, 1988.
- 1991 : Henri Broch, Au cœur de l'extra-ordinaire, Éditions Book-e-book[153]. Ouvrage consacré aux pseudo-sciences et croyances erronées, avec un long chapitre consacré à l'astrologie, ses principes, ses failles de raisonnement et ses aberrations.
- 1991 : Frédéric Lequevre, Astrologie : art, Science ou Imposture ?, coll. « Zététique », Horizon Chimérique, Bordeaux, 1991  (ISBN 978-2-907202-25-1).
- 1991 : D. Lesueur, L'Astrologie en questions, dans Ciel et Espace, no 254, janvier 1991, p. 32.
- 1991 : Galipernic Newstein (nom formé avec Galilée, Copernic, Newton, Einstein), « L'astrologie ou comment avoir toujours raison », dans Ciel et Espace, no 254, janvier 1991, p. 36.
- 1992 : Suzel Fuzeau Braesch, La Preuve par deux, Robert Laffont, 1992. Livre « pro astrologie ».
- 1993 : Jacques Halbronn, Clefs pour l'astrologie, Éd. Seghers, 1993.
- 1994 : Jacques Halbronn, article « Astrologie », Encyclopædia Universalis, 1994.
- 1996 : Hervé Drévillon, Lire et écrire l'avenir : l'astrologie dans la France du Grand Siècle, 1610-1715, Éditions Champ Vallon, 1996.
- 2001 : Michel de Pracontal, L'Imposture scientifique en dix leçons, Paris, La Découverte, coll. « Sciences et société », 2001, 335 p. (ISBN 978-2-7071-3293-2, OCLC 46676918).
- 2004 et 2006 : Jean-Paul Krivine, Mars ne s’intéresse pas aux sportifs, De nouvelles planètes dans la mare des astrologues
- 2007 : Hugues de Chanay, « Impatience dans l'azur : les pages d’horoscopes d'Élizabeth Teissier », dans Ch. Boix (2007, éd.) Manipulation, argumentation, persuasion, Paris, L'Harmattan, p. 295-342.
- 2007 : S. Bret-Morel, Le déclassement de Pluton, à moyen terme un enjeu majeur pour l'astrologie ? / Les Cahiers du RAMS - Numéro 15 - juillet 2007, suite, suite et fin, 2007. Dossier critique sur les questions gênantes que devraient poser prochainement les nouvelles planètes naines à l'astrologie : technique, méthodologie, génération d'un symbolisme astrologique.
- 2009 : Arkan Simaan, « Ces astronomes-astrologues du passé », article paru dans Science et pseudo-sciences, revue de l'Association française pour l'information scientifique.
- 2019 : Daniel Kunth et Philippe Zarka, L'astrologie est-elle une imposture ?, CNRS éditions, 2019.
- non daté : L'article astrologie de la Revue encyclopédique remise édité par le collectif remise[154]. Document de synthèse présentant un historique détaillé et sourcé sur la controverse (présentation accessible au discours sceptique).
- (en) Shawn Carlson, « Astrology » in Experientia, vol. 44, p. 290 (1988).
- (en) Shawn Carlson, « A Double Blind Test of Astrology » in Nature, vol. 318, p. 419 (5 Dec. 1985).
- (en) Geoffrey Dean, "Does Astrology Need to be True?" in Skeptical Inquirer, Winter 86-87, p. 116; Spring 1987, p. 257.
- (en) Geoffrey Dean & Ivan Kelly, "Does Astrology Work: Astrology and Skepticism 1975-2000" in Kurtz, Paul, ed. Skeptical Odysseys. 2001, Prometheus Books.
- (en) Ivan Kelly, "Modern Astrology: A Critique" in Psychological Reports, vol. 81, p. 1035 (1997).
- (en) Ivan Kelly, « Why Astrology Doesn't Work » in Psychological Reports, vol. 82, p. 527 (1998).
- (en) Paul Kurtz & Andrew Fraknoi, « Scientific Tests of Astrology Do Not Support Its Claims » in Skeptical Inquirer, Spring 1985, p. 210.
- (en) Paul Kurtz et al., « Astrology and the Presidency » in Skeptical Inquirer, Fall 1988, p. 3.
- (en) Lovi, G. « Zodiacal Signs Versus Constellations » in Sky & Telescope, Nov. 1987, p. 507.

#### Astrologie non occidentale
- Astrologie arabe
- Astrologie aztèque
- Astrologie chinoise
- Astrologie égyptienne et Zodiaque de Dendérah
- Astrologie indienne
- Astrologie maya
- Astronomie mésopotamienne
- Astrologie tibétaine

#### Sites critiques
- Association française pour l'information scientifique
- Dictionnaire Sceptique - Astrologie
- Dr Jean Bricmont, « L'astrologie, la gauche et la science - De l'« affaire Sokal » à l'« affaire Teissier » », sur Le Monde diplomatique, août 2001.
- La Méthode Scientifique, « Pseudo-sciences : les raisons du succès », sur France Culture, 7 septembre 2017.

#### Sites pro-astrologie
- FAQ à propos de Gauquelin
- Fédération des astrologues francophones